# Liste von Sakralbauten im Landkreis Nordsachsen
Die Liste von Sakralbauten im Landkreis Nordsachsen gibt eine möglichst vollständige Übersicht der im Landkreis Nordsachsen im Norden des Landes Sachsen vorhandenen relevanten Sakralbauten mit ihrem Status, Adresse, Koordinaten und einer Ansicht (Stand Februar 2024).

## Kapellen
| Artikel                                                                                             | Beschreibung | Gemeinde          | Ort          | Bild            | Koordinaten                  |
| --------------------------------------------------------------------------------------------------- | --- | ----------------- | ------------ | --------------- | ---------------------------- |
| Archidiakonat Oschatz (mit Kapelle im Innern) in halboffener Bebauung und Einfriedungsmauer         | Ehemaliges Armenspital mit erhaltener mittelalterlicher Kapelle (Elisabethkapelle), charakteristisches Zeugnis einer neogotischen Umgestaltung um 1900                                                                                       | Oschatz           | Oschatz      |                 | 51° 17′ 54″ N, 13° 6′ 21″ O  |
| Ehemalige Kapelle Taucha im Garten Heinrich-Zille-Winkel 5                                          | Fachwerkbau mit Türmchen, erbaut für Alkoholkranke durch die Diakonie. Bauernhaus: 2 Geschosse, L-förmiger Grundriss, 2 aufeinanderstoßende Satteldächer, Obergeschoss vermutlich Fachwerk unter Putz, Fachwerkgiebel                        | Taucha            | Taucha       | Bild gesucht    | 51° 22′ 55″ N, 12° 29′ 52″ O |
| Ehemaliges Kirchgemeindehaus Rackwitz, Kletzener Straße 5                                           | Seit 1957 als katholisches Gemeindehaus und Kapelle genutzt, zweigeschossiger Bruchsteinbau mit flachem Satteldach, Ecklisenen, Traufe und Gewände in Klinker                                                                                | Rackwitz          | Rackwitz     | Bild gesucht    | 51° 26′ 13″ N, 12° 23′ 3″ O  |
| Friedhof Altscherbitz mit Toranlage, Kapelle und Kreuz-Denkmal Leipziger Straße -                   | Teil der ehemalige Provinzial-Irren-Anstalt Altscherbitz. Friedhofskapelle Altscherbitz: eingeschossig, mit Anbauten, Satteldach, Tor: schmiedeeisern, auf dem Pfosten Pinienzapfen, Denkmal: Kreuz auf Postament, teilweise Sandstein       | Schkeuditz        | Altscherbitz | Bild gesucht    | 51° 23′ 37″ N, 12° 13′ 41″ O |
| Ehrenfriedhofskapelle Eilenburg                                                                     | Kapelle des Ehrenfriedhofs Eilenburg, expressionistischer Ziegelbau 1934 | Eilenburg         | Eilenburg    | weitere Bilder  | 51° 27′ 29″ N, 12° 36′ 59″ O |
| Friedhofskapelle Mansberg                                                                           | 1958 erbautes langgestrecktes Bauwerk mit Dachreiter und drei Arkaden am Giebel | Eilenburg         | Mansberg     |                 | 51° 26′ 57″ N, 12° 37′ 24″ O |
| Friedhof Hof mit Friedhofskapelle                                                                   | Friedhofskapelle im neogotischen Stil, Giebelwand mit Putzquaderung, Schulterbogenportal mit Blendmaßwerk, Treppengiebel, an den Schmalseiten Lisenengliederung                                                                              | Naundorf          | Hof          | Bild gesucht    | 51° 14′ 29″ N, 13° 11′ 20″ O |
| Friedhofskapelle Mügeln, Denkmal für die Gefallenen des Ersten Weltkrieges und Friedhofseinfriedung | Kapelle im Reformstil der Zeit um 1910: massiver Putzbau (Ziegel) mit Vorhalle, nordisch wirkender Dachreiter aus Holz, Inschrift am Giebel: „Ich lebe, und ihr sollt auch leben EV.IOH.14.19“                                               | Mügeln            | Mügeln       | Bild gesucht    | 51° 14′ 6″ N, 13° 2′ 31″ O   |
| Friedhofskapelle Schildau                                                                           | Torpfeiler, Sandstein, bezeichnet: Angelegt/1813/G.(?) Stübner,/Pastor//Erbauet/1819/L.A. Böttger/und/J.G.(?) Knoll, Kirchenvorsteher, Mauer: Mischmauerwerk, verputzt, Friedhofskapelle                                                     | Belgern-Schildau  | Schildau     | weitere Bilder  | 51° 27′ 8″ N, 12° 55′ 19″ O  |
| Schlosskapelle Ruhetal                                                                              | Kapelle von Schloss Ruhethal: einstige Wasserburg, Bischofsresidenz, Kammergut, Schloss wichtige Dominante im Stadtbild von Mügeln und der umgebenden Landschaft, Dreiflügelanlage um einen engen Hof mit nordwestlichem Turm und Kapelle    | Mügeln            | Mügeln       |                 | 51° 14′ 20″ N, 13° 2′ 53″ O  |
| Städtischer Friedhof Delitzsch: Friedhofskapelle, Feierhalle, zwei Gebäude der Friedhofsverwaltung  | Zwei Gebäude der Friedhofsverwaltung (gelbe Klinker), Friedhofskapelle (Zentralbau mit Kuppel, Kalkstein) um 1910 mit Stiftertafel, Feierhalle (Putzbau mit schlichter Gliederung)                                                           | Delitzsch         | Delitzsch    |                 | 51° 31′ 31″ N, 12° 20′ 56″ O |
| Feierhalle Friedhof Wörblitz                                                                        | Feierhalle (um 1935) auf dem Friedhof; markanter, architektonisch auffälliger Bau mit offenem, überdachtem Vorraum, Dachreiter und lukenartigen Öffnungen                                                                                    | Dommitzsch        | Wörblitz     |                 | 51° 39′ 42″ N, 12° 50′ 47″ O |
| Friedhofskapelle Torgau                                                                             | Friedhofskapelle: 1905 erbaut; besteht aus dem Kapellenbau mit verschiedenen Anbauten und Jugendstilfassade, dazu gehört auch die im gleichen Stil errichtete Toranlage.                                                                     | Torgau            | Torgau       | weitere Bilder  | 51° 33′ 48″ N, 12° 59′ 15″ O |
| Friedhofskapelle auf dem Schkeuditzer Friedhof                                                      | Alte Ortslage Wehlitz, zeittypische, gotisierende Klinkerfassade, kleines Gebäude auf L-förmigen Grundriss mit großen spitzbogigem Eingang                                                                                                   | Schkeuditz        | Wehlitz      | Bild gesucht BW | 51° 23′ 34″ N, 12° 12′ 5″ O  |
| Friedhofskapelle Doberschütz                                                                        | Friedhofskapelle, ein Grabmal und westliche Einfriedungsmauer: straßenbildprägender Giebel der Kapelle (1947) und gut erhaltenes Beispiel gründerzeitlicher Grabmalgestaltung                                                                | Doberschütz       | Doberschütz  | weitere Bilder  | 51° 29′ 59″ N, 12° 45′ 2″ O  |
| Friedhof und Friedhofskapelle Löbnitz                                                               | Kapelle: Klinkerbau in neogotischen Formen, Denkmal für in der Mulde ertrunkene Turnergruppe in Form eines Obelisken. Neogotischer Klinkerbau mit Verzierungen an der Traufe, Sandsteinsockel                                                | Löbnitz           | Löbnitz      | Bild gesucht    | 51° 35′ 17″ N, 12° 27′ 53″ O |
| Friedhofskapelle Zschortau                                                                          | Ortshistorisch wichtige Anlage; Friedhofskapelle (um 1930): kleiner eingeschossiger Bau mit Walmdach, bekrönt von einer Kupferkugel, hölzernes Vordach (Biberschwanzdeckung) auf hölzernen Pfosten, schlichte nüchterne Gestaltung, verputzt | Rackwitz          | Zschortau    | Bild gesucht    | 51° 28′ 37″ N, 12° 21′ 48″ O |
| Kapelle Groitzsch                                                                                   | Neogotische Friedhofskapelle, hoher massiver Putzbau mit Lisenengliederung, am Giebel spitzbogige Blendbögen, Spitzbogenfenster, vorgezogener Portikus mit flachem Blendbogen mit eingemauerter Sandsteinplatte                              | Jesewitz          | Groitzsch    |                 | 51° 25′ 42″ N, 12° 38′ 20″ O |
| Kapelle des ehemaligen Rittergutes Arzberg                                                          | Neogotische Kapelle: Bauherr war der damalige Rittergutsbesitzer von Pülswerda, der königliche Kammerherr und geheime Regierungsrat Herr Graf von Seidewitz, Landrat des Kreises Torgau                                                      | Arzberg (Sachsen) | Pülswerda    | weitere Bilder  | 51° 31′ 42″ N, 13° 4′ 18″ O  |
| Friedhofskapelle Taucha, Wallstraße 1a                                                              | Neogotische Kapelle, Grabmale für den russischen General Gotthard Johann Graf Manteuffel und den englischen Kommandeur Captain Richard Bogue auf dem Friedhof Taucha zum Gedenken an die Kämpfe der Völkerschlacht bei Leipzig 1813          | Taucha            | Taucha       |                 | 51° 23′ 1″ N, 12° 30′ 8″ O   |
| Kirche Altscherbitz                                                                                 | Krankenhauskirche des Sächsischen Krankenhauses Altscherbitz, erbaut 1911–1913, restauriert bis 2014 | Schkeuditz        | Altscherbitz | weitere Bilder  | 51° 23′ 31″ N, 12° 14′ 18″ O |
| Pfarrhaus und Kapelle Dommitzsch                                                                    | Kath. Pfarrhaus mit Kapelle, Hauptgebäude Putzbau mit markantem Mansarddach mit Schopf, zweitältestes Gebäude von Dommitzsch | Dommitzsch        | Dommitzsch   | weitere Bilder  | 51° 38′ 27″ N, 12° 53′ 7″ O  |
| Friedhofshalle Börln                                                                                | Friedhofshalle (um 1910): schmaler Putzbau mit steilem Satteldach (originale Biberschwanzdeckung und Hechtgaube), Anbau, ovales originales Fenster, darunter Blumenfeston, eingetieftes Putzkreuz im Giebel.                                 | Dahlen            | Börln        | weitere Bilder  | 51° 22′ 55″ N, 12° 55′ 50″ O |
| Friedhof und Friedhofskapelle Hof (Naundorf)                                                        | Friedhofskapelle im neogotischen Stil, baugeschichtlich und ortsgeschichtlich von Bedeutung | Naundorf          | Hof          | Bild gesucht    | 51° 14′ 29″ N, 13° 11′ 20″ O |
| Friedhof Schildau                                                                                   | Torpfeiler, Sandstein, bezeichnet: Angelegt/1813/G.(?) Stübner,/Pastor//Erbauet/1819/L.A. Böttger/und/J.G.(?) Knoll, Kirchenvorsteher, Mauer: Mischmauerwerk, verputzt, Friedhofskapelle                                                     | Belgern-Schildau  | Schildau     |                 | 51° 27′ 8″ N, 12° 55′ 19″ O  |
| Ehemalige Provinzial-Irren-Anstalt Altscherbitz mit Kapelle                                         | Zusammenhängende, in mehreren Abschnitten zwischen 1876 und 1912 entstandene Anlage mit freistehenden Häusern, heute Sächsisches Krankenhaus Altscherbitz                                                                                    | Schkeuditz        | Altscherbitz |                 | 51° 23′ 18″ N, 12° 13′ 40″ O |
| Schlosskapelle (Torgau)                                                                             | Einer der ältesten reformatorischen Kirchenneubauten, von Luther 1544 eingeweiht, vierjochiger Emporensaal mit schlichter Frührenaissance-Architektur                                                                                        | Torgau            | Torgau       | weitere Bilder  | 51° 33′ 33″ N, 13° 0′ 32″ O  |
| Schlosskapelle Hubertusburg                                                                         | Kath. Pfarrkirche, rechteckiger Emporensaal mit erhaltener Spätbarock-Ausgestaltung, 1745 geweiht, Deckengemälde (Bekehrung des Paulus) von Johann Baptist Grone                                                                             | Wermsdorf         | Wermsdorf    | weitere Bilder  | 51° 16′ 39″ N, 12° 56′ 23″ O |

## Kirchengebäude
| Artikel                                      | Beschreibung | Gemeinde          | Ort                  | Bild            | Koordinaten                                             |
| -------------------------------------------- | --- | ----------------- | -------------------- | --------------- | ------------------------------------------------------- |
| Dorfkirche Ablaß                             | Mehrfach veränderte Saalkirche, im Kern spätgotisch, Umgestaltung 1682–93, verputzter Bruchsteinbau mit eingezogenem Rechteckchor, flachgedeckter Emporensaal. Taufstein 16. Jh. | Mügeln            | Ablaß                | weitere Bilder  | 51° 13′ 34″ N, 12° 56′ 51″ O                            |
| Dorfkirche Battaune                          | Romanische Saalkirche mit wertvoller Ausmalung, im Kern um 1200. Turmloses Bauwerk mit Apsis und Krüppelwalmdach. | Doberschütz       | Battaune             | weitere Bilder  | 51° 31′ 49″ N, 12° 43′ 46″ O                            |
| Dorfkirche Behlitz                           | Kleine spätromanische Chorturmkirche in Feld- und Backstein um 1200 mit Apsis, barocke Ausstattung | Eilenburg         | Behlitz              | weitere Bilder  | 51° 27′ 55″ N, 12° 31′ 32″ O                            |
| Dorfkirche Benndorf (Delitzsch)              | Bemerkenswerter romanischer Sakralbau, Saalkirche mit eingezogenem Chor und Apsis, kleiner Fachwerk-Kirchturm, romanische Saalkirche komplett aus Feldsteinen, mit Dachreiter | Delitzsch         | Benndorf             | weitere Bilder  | 51° 33′ 18″ N, 12° 20′ 13″ O                            |
| Dorfkirche Borna                             | Saalkirche (1601) mit polygonalem Schluss und quadratischem Westturm, oberer Teil des Turms oktogonal. | Liebschützberg    | Borna                | weitere Bilder  | 51° 18′ 50″ N, 13° 11′ 7″ O                             |
| Dorfkirche Brodau                            | Im Kern spätgotische Saalkirche (um 1600) mit Westturm, klassizistisch überformt, Ausstattung Anfang 19. Jh. | Delitzsch         | Brodau               | weitere Bilder  | 51° 29′ 32″ N, 12° 20′ 30″ O                            |
| Dorfkirche Döbernitz                         | Einfache Saalkirche um 1700, im Innern verputzte Holztonne, Ausstattung einheitlich von 1700 | Delitzsch         | Döbernitz            | weitere Bilder  | 51° 30′ 45″ N, 12° 20′ 58″ O                            |
| Dorfkirche Freiroda                          | Romanische Saalkirche mit Chor 2. Hälfte des 15. Jh., Ausstattung 1790 erneuert, 1991 restauriert | Schkeuditz        | Freiroda             | weitere Bilder  | 51° 25′ 21″ N, 12° 16′ 10″ O                            |
| Dorfkirche Grebehna                          | Romanische Saalkirche mit eingezogenem Chor und Apsis sowie eingezogenem Westturm, im Norden Portalvorbau | Wiedemar          | Grebehna             | weitere Bilder  | 51° 27′ 27″ N, 12° 15′ 33″ O                            |
| Dorfkirche Hayna                             | Saalkirche Anfang 13. Jh., Querwestturm 1972 abgetragen, innen flachgedeckt, schlichter barocker Kanzelaltar | Schkeuditz        | Hayna                | weitere Bilder  | 51° 25′ 50″ N, 12° 18′ 38″ O                            |
| Dorfkirche Klitschmar                        | Romanische Saalkirche mit geradem Chorabschluss und Dachreiter, verputzter Feldsteinbau, saniert | Wiedemar          | Klitschmar           | weitere Bilder  | 51° 29′ 48″ N, 12° 13′ 40″ O                            |
| Dorfkirche Klitzschen                        | Gut erhaltene romanische Dorfkirche in charakteristischer dreiteiliger Staffelung, um 1200, im Westen hölzerner Dachreiter. Altar um 1690 | Mockrehna         | Klitzschen           | weitere Bilder  | 51° 30′ 56″ N, 12° 54′ 21″ O                            |
| Dorfkirche Kreuma                            | Kirchturm als Rest der ehem. romanischen Saalkirche in Kreuma (Rackwitz) | Rackwitz          | Kreuma               | weitere Bilder  | 51° 28′ 16″ N, 12° 23′ 37″ O                            |
| Dorfkirche Kölsa                             | Einschiffige Kirche Anfang 13. Jh., elliptischer Turm, Chor 1522, barocker Altaraufbau 1680 | Wiedemar          | Kölsa                | weitere Bilder  | 51° 28′ 17″ N, 12° 13′ 52″ O                            |
| Dorfkirche Liemehna                          | Große im Kern romanische Saalkirche um 1200, später wiederholt umgebaut und renoviert, aufwändiger Altaraufbau und Kanzel aus Holz | Jesewitz          | Liemehna             | weitere Bilder  | 51° 26′ 13″ N, 12° 30′ 57″ O                            |
| Dorfkirche Limbach (Oschatz)                 | Lang gestreckte Saalkirche mit turmartigem Dachreiter und Dreiachtelschluss, um 1460 unter Einbeziehung eines roman. Bauwerks erbaut. | Oschatz           | Limbach              | weitere Bilder  | 51° 15′ 50″ N, 13° 3′ 36″ O                             |
| Dorfkirche Lonnewitz                         | Kleine im Kern romanische Saalkirche Erneuerungen 1888, 1894, 1958 und 1991. Flachgedeckter Emporensaal | Oschatz           | Lonnewitz            | weitere Bilder  | 51° 17′ 13″ N, 13° 8′ 24″ O                             |
| Dorfkirche Loßwig                            | Romanische Saalkirche im 17. Jh. umgebaut, karge Ausstattung. Taufstein 18. Jh. | Torgau            | Loßwig               | weitere Bilder  | 51° 31′ 56″ N, 13° 0′ 59″ O                             |
| Dorfkirche Löbnitz (Sachsen)                 | Saalbau mit Westturm 1688–92, durch Umbau eines romanischen Vorgängers entstanden, dabei mit reich bemalter Felderdecke versehen, gleichzeitige Ausstattung | Löbnitz           | Löbnitz              | weitere Bilder  | 51° 35′ 31″ N, 12° 27′ 52″ O                            |
| Dorfkirche Melpitz                           | Im Kern romanische Saalkirche, 1615/17 erneuert, Rest. 1961, 1965/66. Altar mit Kreuzigungsgruppe 1723, Kanzel 1615 | Torgau            | Melpitz              | weitere Bilder  | 51° 31′ 43″ N, 12° 56′ 14″ O                            |
| Dorfkirche Mörtitz                           | Im Kern spätromanische Saalkirche ohne Turm, 1. Viertel 13. Jh., Chorerweiterung nach Osten Ende 15. Jh., umfassende Erneuerung 1777–84. Einheitliche Ausstattung aus dieser Zeit, Orgel 1779 (fragmentarisch erh.)                                                                           | Doberschütz       | Mörtitz              | weitere Bilder  | 51° 29′ 59″ N, 12° 38′ 9″ O                             |
| Dorfkirche Ochsensaal                        | Kleine romanische Saalkirche, wohl 12. Jh., Verlängerung des Saals nach Westen wohl 2. Hälfte 17. Jh. 1869 Renovierung, eingreifende Rest. 1964–68. Bruchsteinbau mit niedriger Apsis. | Dahlen            | Ochsensaal           | weitere Bilder  | 51° 24′ 58″ N, 12° 57′ 10″ O                            |
| Dorfkirche Podelwitz                         | Stattliche, reich ausgestattete Saalkirche, im Kern romanisch, gotisch umgebaut, mit Netzgewölbe und Maßwerkfenstern. | Rackwitz          | Podelwitz            | weitere Bilder  | 51° 25′ 50″ N, 12° 22′ 46″ O                            |
| Dorfkirche Pristäblich                       | Barocke Saalkirche 1688–95, um 1840 Fenster vergrößert, mehrere Rest. bis 1992. Verputzter Bachsteinbau mit dreiseitigem Ostschluss, eingestellter quadratischer Westturm, im Obergeschoss achteckig, Abschluss mit Schweifhaube. Kanzalaltar 1789, spätgot. Schnitzaltar, spätgot. Taufstein | Laußig            | Pristäblich          | weitere Bilder  | 51° 33′ 53″ N, 12° 36′ 3″ O                             |
| Dorfkirche Radefeld                          | Im Kern romanische, gotisch umgebaute Saalkirche, mit Kanzelaltar 18. Jh., historische Flemming-Orgel 1776 | Schkeuditz        | Radefeld             | weitere Bilder  | 51° 25′ 27″ N, 12° 17′ 48″ O                            |
| Dorfkirche Schöna                            | Kirche mit Ausstattung, im Kern spätromanische Saalkirche, im 15. Jh. umgebaut, Ausstattung 18./19. Jh. | Mockrehna         | Schöna               | weitere Bilder  | 51° 28′ 12″ N, 12° 48′ 27″ O                            |
| Dorfkirche Staupitz                          | Saalkirche mit Chor und Dachreiter, 13. Jahrhundert (Kirche), 17. Jahrhundert (Ausstattung) | Torgau            | Staupitz             | weitere Bilder  | 51° 29′ 31″ N, 12° 57′ 19″ O                            |
| Dorfkirche Strelln                           | Kleine barocke Saalkirche 1. V. 18. Jh. An der Ostseite um 1960 Gemeinderaum angebaut. Emporen an drei Seiten, schlichte Ausstattung aus der Bauzeit. | Mockrehna         | Strelln              | weitere Bilder  | 51° 28′ 54″ N, 12° 46′ 59″ O                            |
| Dorfkirche Triestewitz                       | Saalkirche 1582, charakterist. Beispiel für reich ausgestattete Patronatskirche, Anbauten 17. Jh. Ausstattung überwiegend aus der Bauzeit. Reich bemalte Balkendecke. | Arzberg (Sachsen) | Triestewitz          | weitere Bilder  | 51° 32′ 4″ N, 13° 5′ 52″ O                              |
| Dorfkirche Trossin                           | Weiträumige spätbarocke Saalkirche 1776, Turm mit geschweifter Haube, weitgehend erhaltene Ausstattung der Bauzeit, zahlreiche historische Grabsteine | Trossin           | Trossin              | weitere Bilder  | 51° 37′ 9″ N, 12° 49′ 24″ O                             |
| Dorfkirche Weltewitz                         | Im Kern vermutlich spätgotische Saalkirche, 1694 verlängert und erhöht, barocke Ausstattung, Altaraufsatz Jugendstil, wertvolle Donati-Orgel I/P 11 | Jesewitz          | Weltewitz            | weitere Bilder  | 51° 25′ 7″ N, 12° 33′ 39″ O                             |
| Dorfkirche Wolteritz                         | Im Kern romanische Chorturmkirche, spätgotisch (um 1500) mit großem Chor erweitert. Kanzelaltar 1730, Taufe um 1500 | Schkeuditz        | Wolteritz            | weitere Bilder  | 51° 27′ 10″ N, 12° 20′ 6″ O                             |
| Dorfkirche Wölpern                           | Ursprünglich romanisch, 1837/38 mit stattlichem Turm erweitert und umgebaut, nach Gefährdung 1999 saniert | Jesewitz          | Wölpern              | weitere Bilder  | 51° 26′ 22″ N, 12° 34′ 50″ O                            |
| Dorfkirche Zschortau                         | Spätgotische Saalkirche mit polygonalem Chorschluss und Westturm, historische Orgel, Kirchhof mit Grabmalen des 17. bis 19. Jh. | Rackwitz          | Zschortau            | weitere Bilder  | 51° 28′ 41″ N, 12° 21′ 36″ O                            |
| Dorfkirche Zwethau                           | Malerisch gelegene Saalkirche mit freistehendem Turm 1. H. 15. Jh. Hölzerner Altar 1719, Kanzel 1667, mehrere Gedenktafeln derer von Leipzig | Beilrode          | Zwethau              | weitere Bilder  | 51° 34′ 50″ N, 13° 2′ 23″ O                             |
| Dorfkirche Zöschau                           | Romanische Chorturmkirche, aufgrund ihrer erhöhten Lage an der alten Durchgangsstraße ortsbildprägend, Kirche: verputzter Bruchsteinbau mit eingezogenem Chorturm und Apsis, Sakristei | Oschatz           | Zöschau              | weitere Bilder  | 51° 16′ 31″ N, 13° 8′ 37″ O                             |
| Kirche Hof (Naundorf)                        | Stattliche barocke Saalkirche 1692–97 erbaut; Putzbau mit 5/8-Schluss und kräftiger Gliederung, hoher Westturm, prächtiger Epitaphaltar 1624 | Naundorf          | Hof                  | weitere Bilder  | 51° 14′ 14″ N, 13° 11′ 22″ O                            |
| Dorfkirche Altoschatz                        | Barocke Saalkirche Altoschatz mit Dachreiter, im Kern mittelalterlicher Bau, Kirche: spätgotische Saalkirche, verputzter Bruchsteinbau mit 3/8-Schluss, östlich Rundbau, Krüppelwalmdach | Oschatz           | Altoschatz           | weitere Bilder  | 51° 17′ 24″ N, 13° 5′ 48″ O                             |
| Kirche Durchwehna                            | Im Dorfkern befindliche romanische Saalkirche, qualitätvolle Grabmale des 18./19. Jahrhunderts mit ortshistorischer Relevanz. Kirche: spätromanische Saalkirche, Feld- und Backsteinbau mit geradem Chorschluss                                                                               | Laußig            | Durchwehna           | weitere Bilder  | 51° 37′ 14″ N, 12° 39′ 40″ O                            |
| Dorfkirche Großtreben                        | Saalkirche über rechteckigem Grundriss mit Westturm und Strebepfeilern. Kirchturm im Obergeschoss oktogonal, geschweifte Haube | Beilrode          | Großtreben           | weitere Bilder  | 51° 38′ 45″ N, 12° 59′ 0″ O                             |
| Dorfkirche Hohenprießnitz                    | Barocke Chorturmkirche mit dreiseitigem Ostschluss (1737) und neuromanischem Chorturm (1867), Abschluss mit Kreuzdach und Laterne | Zschepplin        | Hohenprießnitz       | weitere Bilder  | 51° 31′ 57″ N, 12° 35′ 50″ O                            |
| Heilandskirche (Beilrode)                    | Romanische Saalkirche, verputzter Bruchsteinbau mit Fachwerkturm im Westen, als ältester Bau des Ortes von Bedeutung. romanische Saalkirche: Bruchstein, verputzt, quadratischer Westturm in Fachwerk                                                                                         | Beilrode          | Beilrode             | weitere Bilder  | 51° 34′ 4″ N, 13° 4′ 4″ O                               |
| Kirche Calbitz                               | Saalkirche mit Westturm, Putzbau mit querschiffartigen Choranbauten, Kirche: Saalkirche, Saal nach Brand 1724 weitgehend neu gebaut, 1855 Umbau der Turmbekrönung, 1856/1857 Innenrenovierung                                                                                                 | Wermsdorf         | Calbitz              | weitere Bilder  | 51° 19′ 41″ N, 13° 0′ 27″ O                             |
| Hospitalkirche St. Georg (Delitzsch)         | Spätgotische Saalkirche, grenzt unmittelbar an das alte Hospital an | Delitzsch         | Delitzsch            | weitere Bilder  | 51° 31′ 19″ N, 12° 19′ 40″ O                            |
| St. Marien (Delitzsch)                       | Im monumentalen Heimatstil 1936 erbaut, Anklänge an die Neue Sachlichkeit, Architekt: Johannes Reuter. | Delitzsch         | Delitzsch            | weitere Bilder  | 51° 31′ 31″ N, 12° 20′ 27″ O                            |
| Christkönig (Löbnitz)                        | Saalbau mit Ostturm von 1955/56, im traditionalistischen Stil der 1950er Jahre mit Anklängen an die Neoromanik, Architekt: Johannes Reuter | Löbnitz           | Löbnitz              | weitere Bilder  | 51° 35′ 22″ N, 12° 27′ 51″ O                            |
| Heilige Dreifaltigkeit (Zwochau)             | Beispiel der Sakralarchitektur der Nachkriegszeit nach 1945, in einer komplexen, einheitlichen und künstlerisch anspruchsvollen Bauweise, Architekt: Johannes Reuter | Wiedemar          | Zwochau              | weitere Bilder  | 51° 28′ 3″ N, 12° 16′ 20″ O                             |
| Katharinenkirche Seegeritz                   | Turmlose Saalkirche, im Kern wohl mittelalterlich, nach Blitzschlag 1868 wiederhergestellt, 2006 restauriert | Taucha            | Seegeritz            | weitere Bilder  | 51° 23′ 45″ N, 12° 28′ 46″ O                            |
| Heilige Familie (Bad Düben)                  | Eines der wenigen und architektonisch qualitätvollen Kirchengebäude der Nachkriegszeit, 1957, Architekt: Johannes Reuter. Kirche: einfache Saalkirche auf Granitsockel mit eingezogenem geradem Chor                                                                                          | Bad Düben         | Bad Düben            | weitere Bilder  | 51° 35′ 22″ N, 12° 35′ 1″ O                             |
| Kirche Priester (Krostitz)                   | Im Kern romanische Chorturmkirche, verputzt, Westseite unverputzt aus Bruchstein, oktogonaler Glockenturmaufsatz mit schiefergedeckter Haube, vergoldete Wetterfahne | Krostitz          | Priester (Krostitz)  |                 | 51° 27′ 51″ N, 12° 29′ 11″ O                            |
| Kirche Papitz (Schkeuditz)                   | Alte Ortslage Papitz, neugotischer Saalbau mit Dachreiter und eingezogener Apsis in roten Klinkern, Dachreiter mit Spitzhelm verschiefert, hölzerne Überdachung des Emporenaufgangs in Jugendstilformen                                                                                       | Schkeuditz        | Papitz               | weitere Bilder  | 51° 23′ 18″ N, 12° 14′ 50″ O                            |
| Kirche Wermsdorf                             | Architektonisch qualitätvolle Saalkirche mit Chorturm, verputzter Bruchsteinbau, Chorturm mit oktogonalem Glockengeschoss, barocker Haube und Laterne | Wermsdorf         | Wermsdorf            | weitere Bilder  | 51° 16′ 57″ N, 12° 56′ 25″ O                            |
| Kirche Reibitz                               | Barocke Saalkirche mit romanischem Kern, kleiner eingezogener Kirchturm. Saalkirche mit romanischem Kern, 1769 Verkürzung des Dachreiters, Altar aus dem 13. Jh., Sandsteintaufe aus dem 17. Jh.                                                                                              | Löbnitz           | Reibitz              | weitere Bilder  | 51° 33′ 22″ N, 12° 27′ 23″ O                            |
| Kirche Spröda                                | Barocke Saalkirche mit eingezogenem Westturm. Grabstein von Herbert Ohme, bezeichnet 1936 | Delitzsch         | Spröda               |                 | 51° 32′ 33″ N, 12° 25′ 29″ O                            |
| St. Bartholomäus (Belgern)                   | Evangelische Stadtpfarrkirche, charakteristisches Zeugnis der Kirchenbaukunst des frühen 16. und des 17. Jahrhunderts. Einschiffige gestreckte Saalkirche mit querrechteckigem Westturm | Belgern-Schildau  | Belgern              | weitere Bilder  | 51° 29′ 3″ N, 13° 7′ 38″ O                              |
| Dorfkirche Laue                              | Barocke Saalkirche mit eingezogenem Westturm, Putzbau mit geradem Chorschluss, Westportal aus Porphyrtuff, Innen: Sakramentsnische, Portikuskanzelaltar, Kruzifix, Taufstein, Orgel | Delitzsch         | Laue                 | weitere Bilder  | 51° 33′ 24″ N, 12° 23′ 26″ O                            |
| St. Johannis (Glesien)                       | Stattliche romanische Saalkirche mit gleichbreitem Querwestturm und barockem Turmabschluss, dreiseitig geschlossener Chor. Barocker Altar, Rühlmann-Orgel | Schkeuditz        | Glesien              | weitere Bilder  | 51° 26′ 43″ N, 12° 13′ 36″ O                            |
| Dorfkirche Scholitz                          | Romanische Chorturmkirche Scholitz mit spätgotischer Chorerweiterung in Backstein | Schönwölkau       | Scholitz             | weitere Bilder  | 51° 32′ 48″ N, 12° 29′ 10″ O                            |
| St. Martin (Zwochau)                         | Romanische Saalkirche mit Querwestturm und eingezogenem Chor, zugesetztes romanisches Sandsteinportal mit rundbogigem, reliefgeschmücktem Tympanon, Bruchstein | Wiedemar          | Zwochau              | weitere Bilder  | 51° 27′ 53″ N, 12° 16′ 3″ O                             |
| Dorfkirche Brinnis                           | Im Kern romanische Saalkirche mit Westturm, spätgotische Chorerweiterung, Einfriedung: Ziegelmauer ca. 1,80 m hoch, Kriegerdenkmal | Schönwölkau       | Brinnis              | weitere Bilder  | 51° 31′ 0″ N, 12° 26′ 24″ O                             |
| Dorfkirche Krensitz                          | Romanische Saalkirche mit oktogonalem Turm, Einfriedung: Lehmmauer mit Verdachung aus Biberschwänzen und Mauer mit Erbbegräbnissen, Handschwengelpumpe: aus Metall, Kriegerdenkmal: Kunststein                                                                                                | Krostitz          | Krensitz             | weitere Bilder  | 51° 29′ 8″ N, 12° 27′ 40″ O                             |
| Dorfkirche Kletzen                           | Romanische Saalkirche mit Querwestturm, Friedhof: verputzte Ziegelmauer mit Erbbegräbnissen, Einfriedung: verputzte Ziegelmaue | Krostitz          | Kletzen              | weitere Bilder  | 51° 27′ 6″ N, 12° 24′ 52″ O                             |
| Dorfkirche Beerendorf                        | Romanische Saalkirche mit mächtigem Querwestturm und spätgotischem Chor. Verputzter Bruchsteinbau mit Strebepfeilern und Rundbogenfenstern, Chor aus Backstein mit dreiseitigem Schluss | Delitzsch         | Beerendorf           | weitere Bilder  | 51° 31′ 23″ N, 12° 22′ 23″ O                            |
| St. Andreas (Schweta)                        | Kirche als Zentralbau unter dem Einfluss der Bauten von George Bähr errichtet. Kirche: verputzter Bruchsteinbau, Sandsteingliederungen, Grundriss in Form eines Vierpasses, Walmdach mit Dachreiter,                                                                                          | Mügeln            | Schweta              | weitere Bilder  | 51° 14′ 35″ N, 13° 4′ 49″ O                             |
| Gellertkirche Großwölkau                     | Schlichte Saalkirche, Evangelische Pfarrkirche, benannt nach Christian Fürchtegott Gellert Parentationshalle: eingeschossig, massiv | Schönwölkau       | Großwölkau           | weitere Bilder  | 51° 29′ 30″ N, 12° 29′ 10″ O                            |
| Kirche Wöllmen                               | Romanische Saalkirche mit mächtigem Westturm, ehemals Wallfahrtskirche Liebfrauen, barockes Grabmal auf dem Kirchhof. | Jesewitz          | Wöllmen              | weitere Bilder  | 51° 24′ 44″ N, 12° 35′ 4″ O                             |
| Dorfkirche Mocherwitz                        | Kleine romanische Saalkirche mit eingezogenem Chor und Querwestturm | Schönwölkau       | Mocherwitz           | weitere Bilder  | 51° 29′ 2″ N, 12° 24′ 52″ O                             |
| St. Ursula (Zaasch)                          | Im Kern romanische Chorturmkirche, später überformt, Chor um 1500 verlängert, Umbauten 16. und 17. Jh., Bruchsteinbau. | Wiedemar          | Zaasch               | weitere Bilder  | 51° 33′ 5″ N, 12° 16′ 28″ O                             |
| Kirche Börln                                 | Kirche: verputzter Bruchsteinbau mit Westturm und barocker Haube, eingezogener, halbrund geschlossener Chor, Lisenengliederung | Dahlen            | Börln                | weitere Bilder  | 51° 22′ 44″ N, 12° 55′ 38″ O                            |
| Dorfkirche Döbrichau                         | Ortsbildprägende Fachwerkkirche mit Ausstattung einschließlich Vasa Sacra: Fachwerk-Bau, Saalkirche auf rechteckigem Grundriss mit 3/8-Schluss, Biberschwanzdeckung | Beilrode          | Döbrichau            | weitere Bilder  | 51° 35′ 42″ N, 13° 7′ 47″ O                             |
| Kirche Sprotta                               | Kirche (mit Ausstattung), Kirchhof, Einfriedungsmauer und Denkmal für die Gefallenen des Ersten Weltkrieges | Doberschütz       | Sprotta              |                 | 51° 29′ 19″ N, 12° 41′ 57″ O                            |
| Rittergutskirche Kleinliebenau               | Barocke Saalkirche mit Turm, im Kern wohl romanische Chorturmkirche, Turmhallen verschiefert, Bleiglasfenster, 2013 Preis im Landeswettbewerb Sachsen Ländliches Bauen, | Schkeuditz        | Kleinliebenau        | weitere Bilder  | 51° 22′ 17″ N, 12° 11′ 59″ O                            |
| St. Marien (Delitzsch)                       | Ehemalige Gottesackerkirche, spätgotischer Kirchenbau mit repräsentativem, barockem Portal, barocke Grabplatten, Saalkirche, am südlichen Strebepfeiler bezeichnet 1518 | Delitzsch         | Delitzsch            | weitere Bilder  | 51° 31′ 29″ N, 12° 20′ 26″ O                            |
| Dorfkirche Gostemitz                         | Romanische Saalkirche mit Westturm, Kirche aus Geröllsteinen mit Querwestturm, Turm neu verputzt, Dach neu gedeckt in Biberschwanzdeckung | Jesewitz          | Gostemitz            | weitere Bilder  | 51° 25′ 4″ N, 12° 35′ 26″ O                             |
| Kirche Beckwitz                              | Romanische Saalkirche, um 1713 eingreifend erneuert, verputzter Bruchsteinbau mit Apsis, Westturm mit Zwiebelhaube, Taufstein 19. Jh. | Torgau            | Beckwitz             | weitere Bilder  | 51° 29′ 46″ N, 12° 59′ 49″ O                            |
| Kirche Bucha                                 | Auf Anhöhe gelegene schlichte Saalkirche 1868/69 erbaut, Schnitzfiguren eines Altars um 1500 erhalten, Orgel von Schrickel, E. 19. Jh. | Cavertitz         | Bucha                | weitere Bilder  | 51° 23′ 17″ N, 13° 2′ 32″ O                             |
| Kirche Collm                                 | Verputzter Bruchsteinbau, romanische Staffelung von Saal, Chor und Apsis, Westturm über annähernd quadratischem Grundriss | Wermsdorf         | Collm                | weitere Bilder  | 51° 18′ 10″ N, 13° 1′ 7″ O                              |
| Kirche Dautzschen                            | Romanische Saalkirche um 1150/1200 mit Apsis in vollständiger Anlage, Turm um 1500 erhöht | Beilrode          | Dautzschen           | weitere Bilder  | 51° 38′ 16″ N, 13° 0′ 19″ O                             |
| Kirche Ganzig                                | Von einem romanischen Bauwerk Chor und Apsis erhalten, 1859 Neubau des Saales. Klassizistischer Kanzelaltar. Orgel 1858 | Liebschützberg    | Ganzig               | weitere Bilder  | 51° 17′ 19″ N, 13° 11′ 0″ O                             |
| Kirche Großböhla (Dahlen)                    | Einfache spätbarocke Saalkirche, 1781/82 unter Verwendung des romanischen Vorgängerbauwerks neu erbaut. Putzbau mit dreiseitigem Schluss. Westturm über quadratischem Grundriss mit hohem achteckigen Glockengeschoss und Haube. Kanzelaltar 1782, Orgel 1898                                 | Dahlen            | Großböhla            | weitere Bilder  | 51° 20′ 23″ N, 13° 1′ 53″ O                             |
| Kirche Hohenroda (Schönwölkau)               | Saalkirche mit polygonalem Chor und Westturm, Ziegelbau, im Rundbogenstil des 19. Jahrhunderts, Backsteinbau, Rundbogenstil, Einfriedung: Ziegelmauer mit Verdachung | Schönwölkau       | Hohenroda            | weitere Bilder  | 51° 29′ 56″ N, 12° 25′ 48″ O                            |
| Kirche Kobershain                            | Saalkirche mit Dachreiter, bedeutsames Zeugnis der Kirchenbaukunst auf dem Lande. Polygonal geschlossener Rechteckbau aus verputztem Bruchsteinmauerwerk. | Belgern-Schildau  | Kobershain           | weitere Bilder  | 51° 27′ 12″ N, 12° 52′ 22″ O                            |
| Kirche Kursdorf bei Schkeuditz               | Spätromanische Chorturmkirche mit gotischen Umbauten, baugeschichtlich und ortsgeschichtlich von Bedeutung, Bau aus Bruchsteinmauerwerk unverputzt, rechteckiges Schiff mit Satteldach, rechteckiger Turmgrundriss mit Satteldach, halbkreisförmige Apsis                                     | Schkeuditz        | Kursdorf             | weitere Bilder  | 51° 25′ 11″ N, 12° 13′ 50″ O                            |
| Kirche Laas                                  | Aus dem 12. Jahrhundert stammende romanische Chorturmkirche, ein verputzter Bruchsteinbau mit einem eingezogenen, querrechteckigen Chorturm. | Liebschützberg    | Laas                 | weitere Bilder  | 51° 21′ 59″ N, 13° 8′ 45″ O                             |
| Kirche Lampertswalde                         | 1721–73 barocker Neubau unter Verwendung mittelalterlicher Mauern, Turmneubau; rechteckiger Saalbau, barocker Kanzelaltar 2. H. 17. Jh. | Cavertitz         | Lampertswalde        | weitere Bilder  | 51° 21′ 37″ N, 13° 4′ 57″ O                             |
| Kirche Langenreichenbach                     | Romanische Chorturmkirche, verputzter Bruchsteinbau mit eingestelltem Chorturm, barocke Ausstattung | Mockrehna         | Langen- reichenbach  | weitere Bilder  | 51° 29′ 27″ N, 12° 54′ 9″ O                             |
| Kirche Liebschütz                            | Im Rundbogenstil errichtete Saalkirche 1839–1841 (Kirche); bez. 1871 (Turm) | Liebschützberg    | Liebschütz           | weitere Bilder  | 51° 20′ 50″ N, 13° 8′ 11″ O                             |
| Kirche Luppa (Wermsdorf)                     | Saalkirche romanischen Ursprungs, mit breitem Querwestturm, verputzter Bruchsteinbau mit wenig eingezogenem Chor, Apsis | Wermsdorf         | Luppa                | weitere Bilder  | 51° 20′ 10″ N, 12° 57′ 31″ O                            |
| Kirche Malkwitz                              | Schlichte Saalkirche mit Querwestturm, nach Brand 1569 erneuert, 1775 Umbauten, danach weitere Restaurierungen. Verputzter Bruchsteinbau mit geradem Ostschluss, Dachreiter auf dem Turm; neugotischer Kanzelaltar 1861.                                                                      | Wermsdorf         | Malkwitz             | weitere Bilder  | 51° 19′ 56″ N, 12° 59′ 25″ O                            |
| Kirche Merkwitz                              | Saalkirche in Merkwitz (Oschatz), m Kern romanisch mit eingezogenem Chor und Apsis sowie Westturm, barock überformt | Oschatz           | Merkwitz             | weitere Bilder  | 51° 19′ 13″ N, 13° 5′ 15″ O                             |
| Kirche Mockrehna                             | Romanische Chorturmkirche, 1208 erbaut, Turm mit Laterne und Haube, im Innern 1703 barock umgestaltet | Mockrehna         | Mockrehna            | weitere Bilder  | 51° 30′ 29″ N, 12° 48′ 55″ O                            |
| Kirche Neiden                                | Vermutlich spätgot. Saalkirche, nach Brand 1656/57 Wiederherstellung. Verputzter Bruchsteinbau, Dachreiter mit Haube und Spitze; innen flachgedeckt. Reich bemalte Ausstattung 2. H. 17. Jh.                                                                                                  | Elsnig            | Neiden               | weitere Bilder  | 51° 35′ 56″ N, 12° 56′ 57″ O                            |
| Kirche Olganitz                              | Im Kern romanische, malerische kleine Saalkirche, um 1200, eingezogener Chor und Dachreiter; im Innern Schnitzfiguren um 1510/20; Taufstein 1517. | Cavertitz         | Olganitz             | weitere Bilder  | 51° 24′ 24″ N, 13° 6′ 13″ O                             |
| Kirche Paschwitz                             | Saalkirche 1785/87 mit schlichtem Westturm und Zeltdach mit Laterne, Kanzelaltar gleichzeitig, Taufe 15. Jh. | Doberschütz       | Paschwitz            | weitere Bilder  | 51° 27′ 53″ N, 12° 43′ 13″ O                            |
| Kirche Polbitz                               | Saalkirche im Rundbogenstil (1838), Klinkerbau mit abgesetzter Apsis und Westturm, Grabanlage der Rittergutsbesitzers Richter mit Einfriedung | Elsnig            | Polbitz              | weitere Bilder  | 51° 38′ 0″ N, 12° 55′ 27″ O                             |
| Kirche Sausedlitz                            | Romanische Saalkirche mit eingezogenem Westturm, im Kern Mitte 12. Jh., barock überformt | Löbnitz           | Sausedlitz           | weitere Bilder  | 51° 34′ 20″ N, 12° 25′ 36″ O                            |
| Kirche Schenkenberg                          | Barocke Saalkirche mit Westturm, 1746 erbaut, Emporenbemalung um 1900 | Delitzsch         | Schenkenberg         | weitere Bilder  | 51° 32′ 20″ N, 12° 18′ 47″ O                            |
| Kirche Schirmenitz                           | Kirche (13. Jh.), Turmgiebel mit Lisenengliederung, Turm mit Dachreiter, Schiff später überformt (Krüppelwalmdach mit Fledermausgauben) | Cavertitz         | Schirmenitz          | weitere Bilder  | 51° 23′ 33″ N, 13° 11′ 11″ O                            |
| Kirche Schmannewitz                          | Barocke Chorturmkirche errichtet nach Plänen des Baumeisters George Bähr, 1732 mit gleichzeitigem Kanzelaltar, 2002 erneuert | Dahlen            | Schmannewitz         | weitere Bilder  | 51° 23′ 51″ N, 12° 59′ 6″ O                             |
| Kirche Schmorkau (Oschatz)                   | Malerisch gelegene romanische Saalkirche, vor 1266 erbaut, Dachreiter über dem Chorquadrat 1688 durch Turm ersetzt. | Oschatz           | Schmorkau            | weitere Bilder  | 51° 18′ 30″ N, 13° 8′ 41″ O                             |
| Kirche Sitzenroda                            | Saalkirche mit Strebepfeilern und eingezogenem Westturm, 1571/72 | Belgern-Schildau  | Sitzenroda           | weitere Bilder  | 51° 26′ 41″ N, 12° 58′ 15″ O                            |
| Kirche Staritz                               | Lang gestreckter Rechteckbau mit Dachreiter, aus verputztem Bruchsteinmauerwerk im Kern 12. Jh., im 15. Jh. erneuert, mit Logenprospekt 18. Jh. | Belgern-Schildau  | Staritz              | weitere Bilder  | 51° 26′ 39″ N, 13° 10′ 17″ O                            |
| Kirche Terpitz                               | Neubau 1711/12, rechteckiges Schiff mit Walmdach und Dachreiter, Altar 1712, zweigeschossige Emporen | Liebschützberg    | Terpitz              | weitere Bilder  | 51° 19′ 42″ N, 13° 7′ 40″ O                             |
| Kirche Wellerswalde                          | Kirchenneubau 1702 unter Einbeziehung der gotischen Sakristei und des Chores, barocke Ausstattung | Liebschützberg    | Weilerswalde         | weitere Bilder  | 51° 20′ 34″ N, 13° 5′ 46″ O 51° 20′ 35″ N, 13° 5′ 47″ O |
| Kirche Welsau                                | Romanische Chorturmkirche um 1200, verputzter Bruchsteinbau mit eingezogenem Chor, Altar 1720, Kanzel 1663 | Torgau            | Welsau               | weitere Bilder  | 51° 34′ 37″ N, 12° 58′ 29″ O                            |
| Kirche Wörblitz                              | Einheitlicher historisierender Backsteinbau mit Westturm und Spitze, 1886 | Dommitzsch        | Wörblitz             | weitere Bilder  | 51° 39′ 41″ N, 12° 51′ 5″ O                             |
| Kirche Zaußwitz                              | Romanische Saalkirche 12. Jh., mit polygonalem Chor und Westturm, barockisiert | Liebschützberg    | Zaußwitz             | weitere Bilder  | 51° 20′ 19″ N, 13° 11′ 32″ O                            |
| Kirche Zinna                                 | Romanische Chorturmkirche, nach 1200 erbaut, nach Teilzerstörung in 30-jährigen Krieg Wiederaufbau in den 1660er Jahren, Apsis vom Chor abgetrennt. Volkstümlich geschnitzter Altar mit stark farbigen Gemälden, letztes Viertel 17. Jh.                                                      | Torgau            | Zinna                | weitere Bilder  | 51° 34′ 3″ N, 12° 57′ 31″ O                             |
| Kirche Drebligar                             | Schlichte Saalkirche, mehrfach erneuert zuletzt 1929, rechteckiges Schiff mit eingezogenem Westturm | Elsnig            | Drebligar            | weitere Bilder  | 51° 37′ 39″ N, 12° 54′ 49″ O                            |
| Dorfkirche Selben                            | Kleine spätgotische Saalkirche. Über dem Westgiebel turmartiger Dachreiter mit hohem, spitzem Pyramidendach, verputzter Feldsteinbau im Westgiebel mit Backstein verzwickt | Delitzsch         | Selben               | weitere Bilder  | 51° 29′ 54″ N, 12° 21′ 51″ O                            |
| Stadtkirche Bad Düben                        | Verputzter Feld- und Backsteinbau mit Rundbogenfenstern und geradem Ostschluss, hoher, das Ortsbild prägender Westturm. Große quergerichtete Saalkirche mit romanischem Kern | Bad Düben         | Bad Düben            | weitere Bilder  | 51° 35′ 33″ N, 12° 35′ 3″ O                             |
| Kirche Oberglaucha                           | Kleine, im Kern wohl spätromanische Saalkirche, verputzter Backsteinbau mit eingezogenem, gerade geschlossenem Chor und oktogonalem Dachreiter | Zschepplin        | Oberglaucha          | weitere Bilder  | 51° 33′ 1″ N, 12° 34′ 57″ O                             |
| Kirche Doberschütz                           | Kirche: Neubau 1926/28 als Saalkirche mit eingezogenem Chor und barockisierendem Turm mit Haube und Laterne, gleichzeitige Ausstattung | Doberschütz       | Doberschütz          |                 | 51° 29′ 57″ N, 12° 44′ 24″ O                            |
| Dorfkirche Falkenberg (Trossin)              | Saalkirche 1926/28, verputzter Bruchsteinbau aus rechteckigem Saal, halbkreisförmiger Apsis und westlichem Querriegel, achteckiger Fachwerkaufsatz mit geschweifter Haube | Trossin           | Falkenberg (Trossin) | Bild gesucht BW | 51° 36′ 55″ N, 12° 46′ 5″ O                             |
| Kirche Probsthain (Belgern-Schildau)         | Chorturmkirche, verputzter Bruchsteinbau, Chorturm eingezogen mit Apsis, Turm mit barocker Haube und Laterne (1838 erneuert), Inneres flachgedeckt | Belgern-Schildau  | Probsthain           |                 | 51° 28′ 15″ N, 12° 53′ 45″ O                            |
| Kirche Sörnewitz (Cavertitz)                 | Saalkirche romanischen Ursprungs, Ende 17. Jh. umgestaltet, Turm 1895, Bruchsteinbau mit eingezogenem, gerade geschlossenem Chor und Apsis | Cavertitz         | Sörnewitz            | weitere Bilder  | 51° 22′ 22″ N, 13° 5′ 59″ O                             |
| Kirche Mockritz (Elsnig)                     | Kirche: rechteckiger, dreiseitig geschlossener Saal mit leicht eingezogenem Westturm, baugeschichtlich, ortsgeschichtlich und ortsbildprägend von Bedeutung. | Elsnig            | Mockritz             | weitere Bilder  | 51° 36′ 47″ N, 12° 58′ 9″ O                             |
| St. Petri (Niederaudenhain)                  | Spätromanische Saalkirche, Putzbau mit eingezogenem Chor und Apsis sowie Westturm, massiv (Feld- und Bruchsteine), verputzt | Mockrehna         | Niederaudenhain      | weitere Bilder  | 51° 30′ 9″ N, 12° 51′ 28″ O                             |
| Dorfkirche Authausen                         | Spätromanische Chorturmkirche, gut erhaltene Grabplatte des Frühbarock. Kirche: spätromanischer Feld- und Bruchsteinbau mit Satteldach mit kleinem Dachreiter und eingezogenem, querrechteckigem Turm                                                                                         | Laußig            | Authausen            | weitere Bilder  | 51° 35′ 33″ N, 12° 40′ 40″ O                            |
| Dorfkirche Pressel                           | Saalkirche mit Westturm und Apsis, 1857 in Backstein erbaut | Laußig            | Pressel              | weitere Bilder  | 51° 34′ 44″ N, 12° 42′ 14″ O                            |
| Kirche Cavertitz                             | Kirche: romanischer Saalbau mit kräftigem Querwestturm, verputzter Bruchsteinbau, kurzer Saal mit eingezogenem Chor und Apsis | Cavertitz         | Cavertitz            | weitere Bilder  | 51° 23′ 12″ N, 13° 7′ 58″ O                             |
| Kirche Mahlis                                | Saalkirche mit kräftigem Westturm mit Haube und Laterne, verputzter Bruchsteinbau mit 3/8-Schluss, Korbbogenfenster mit Rokoko-Ornamenten | Wermsdorf         | Mahlis               | weitere Bilder  | 51° 15′ 47″ N, 12° 58′ 16″ O                            |
| Kirche Elsnig                                | Spätromanische Saalkirche mit eingezogenem Chor, halbrunder Apsis und Westquerturm. Dorfkirche, verputzter Bau aus Raseneisenstein. Typische spätromanische Saalkirche, 12. Jh. | Elsnig            | Elsnig               | weitere Bilder  | 51° 36′ 41″ N, 12° 55′ 39″ O                            |
| Kirche Dahlenberg                            | Einschiffige Saalkirche, verputzter Bruchsteinbau mit Korbbogenfenstern, Satteldach und quadratischem Westturm: verputzter Bruchsteinbau, Satteldach, Biberschwanzdeckung | Trossin           | Dahlenberg           | weitere Bilder  | 51° 38′ 19″ N, 12° 47′ 23″ O                            |
| Kirche Roitzsch (Trossin)                    | Saalkirche mit polygonalem Chorschluss und eingezogenem quadratischem Westturm, langgestreckte rechteckige Saalkirche, einschiffig, massiv, verputzt, Chor mit 3/8-Schluss, Korbbogenfenster                                                                                                  | Trossin           | Roitzsch             |                 | 51° 35′ 52″ N, 12° 48′ 11″ O                            |
| St. Matthäus (Naundorf bei Eilenburg)        | Neoromanischer Ziegelbau mit gerade geschlossenem Chor, Apsis und Westturm | Zschepplin        | Naundorf             | weitere Bilder  | 51° 29′ 23″ N, 12° 32′ 24″ O                            |
| Dorfkirche Rödgen (Zschepplin)               | Saalkirche, Putzbau mit geradem Ostschluss und Westturm mit Haube und Laterne, Kirche: Backsteinbau auf Bruchsteinsockel, gerader Ostschluss, Westturm über quadratischem Grundriss, Glockengeschoss                                                                                          | Zschepplin        | Rödgen               | weitere Bilder  | 51° 28′ 54″ N, 12° 34′ 36″ O                            |
| Dorfkirche Taura (Belgern-Schildau)          | Saalbau mit Westturm und Choranbau, Zeugnis der Kirchbaukunst seit dem Mittelalter. Unter Verwendung des Kerns einer romanischen Chorturmkirche errichteter spätgotischer Bruchsteinbau | Belgern-Schildau  | Taura                | weitere Bilder  | 51° 28′ 19″ N, 13° 0′ 30″ O                             |
| St. Marien (Oberaudenhain)                   | Spätromanische Saalkirche, verputzter Bau mit eingezogenem, gerade abschließendem Chor und barockem kleinen Westturm, im Kern spätromanisch, mehrfach verändert | Mockrehna         | Oberaudenhain        | weitere Bilder  | 51° 29′ 34″ N, 12° 49′ 52″ O                            |
| Kirche Lampersdorf (Wermsdorf)               | Lang gestreckte Saalkirche, verputzter Bruchsteinbau mit 3/8-Schluss, Chorfenster mit Spitzbögen, Saalerweiterung mit Korbbögen, gedrungener Westturm, oktogonales Glockengeschoss | Wermsdorf         | Lampersdorf          | weitere Bilder  | 51° 17′ 3″ N, 13° 2′ 25″ O                              |
| Kirche Niederglaucha                         | Spätromanische Chorturmkirche, verputzter Backsteinbau, eingezogener Chorturm auf quadratischem Grundriss, im Obergeschoss oktogonal, Abschluss mit geschweifter Haube | Zschepplin        | Niederglaucha        | weitere Bilder  | 51° 33′ 26″ N, 12° 34′ 29″ O                            |
| Kirche Wöllnau                               | Kleine, im Kern spätromanische Saalkirche, 1701 erneuert, verputzter Bruchsteinbau mit eingezogenem Chor. Altar 1701, spätgotische Taufe, Orgel 1880. | Doberschütz       | Wöllnau              |                 | 51° 32′ 32″ N, 12° 42′ 14″ O                            |
| Kirche Greudnitz                             | Neogotische Saalkirche, Backsteinbau mit Dachreiter und Apsis, Zeugnis der historisierenden Kirchenbaukunst des 19. Jahrhunderts. Die Dorfkirche zu Greudnitz wurde als neogotische Saalkirche erbaut                                                                                         | Dommitzsch        | Greudnitz            | weitere Bilder  | 51° 40′ 16″ N, 12° 50′ 23″ O                            |
| Kirche Döbern                                | Klassizistische Saalkirche, massiv, verputzt, flaches Satteldach, ostseitig Kreuzaufsatz, Glockenturm im Nordwesten auf quadratischem Grundriss, Obergeschoss | Elsnig            | Döbern               | weitere Bilder  | 51° 36′ 8″ N, 12° 59′ 20″ O                             |
| Kirche Lausa                                 | Kirche: Spätgotischer Putzbau aus fast quadratischem Schiff, eingezogenem, polygonal geschlossenem Chor mit Strebepfeilern, Maßwerkfenstern | Belgern-Schildau  | Lausa                | weitere Bilder  | 51° 25′ 58″ N, 13° 3′ 20″ O                             |
| Kirche Rosenfeld                             | Verputzter Bruchsteinbau mit eingezogenem, gerade geschlossenem Chor und Westturm und eingezogenem, gerade geschlossenem Chor, an der Nordseite Patronatsloge | Beilrode          | Rosenfeld            | weitere Bilder  | 51° 36′ 5″ N, 13° 2′ 24″ O                              |
| Dorfkirche Neußen                            | Kirche verputzter Bruchsteinbau mit kleiner Sakristei im Osten, geschweifter Barockhaube über dem Westgiebel und südlicher Patronatsloge | Belgern-Schildau  | Neußen               | weitere Bilder  | 51° 26′ 54″ N, 13° 6′ 43″ O                             |
| Kirche Stehla                                | Saalkirche, Putzbau mit Westturm. Saalkirche mit polygonalem Ostabschluss (3/8-Schluss), leicht eingestellter Westturm auf rechteckigem Grundriss mit Walmdach und oktogonalem Dachreiter und Spitze                                                                                          | Arzberg (Sachsen) | Stehla               | weitere Bilder  | 51° 29′ 37″ N, 13° 11′ 6″ O                             |
| Kirche Kreischau                             | Kleine romanische Saalkirche, im 16. Jh. verändert. Verputzter Bruchsteinbau mit geradem Schluss. Spitzbogige und rundbogige Fenster, im Innern flachgedeckt. | Beilrode          | Kreischau            | Bild gesucht BW | 51° 34′ 16″ N, 13° 1′ 47″ O                             |
| Kirche Liptitz                               | Lang gestreckte Saalkirche, Westturm über quadratischem Grundriss, 1724 Umbauten, verputzter Bruchsteinbau mit dreiseitigem Ostschluss, hohe Rechteckfenster | Wermsdorf         | Liptitz              | weitere Bilder  | 51° 15′ 28″ N, 12° 56′ 18″ O                            |
| Kirche Tiefensee                             | Saalkirche, verputzter Backsteinbau mit 3/8-Schluss, Westturm mit oktogonalem Glockengeschoss und Zeltdach. Saalkirche als verputzter Backsteinbau mit 3/8-Schluss, Westturm auf quadratischem Grundriss                                                                                      | Bad Düben         | Tiefensee            | weitere Bilder  | 51° 34′ 59″ N, 12° 31′ 52″ O                            |
| Kirche und Kirchhof Wildenhain               | Spätbarocke Saalkirche (1782), verputzter Sandsteinbau, Westturm mit Haube und Laterne | Mockrehna         | Wildenhain           | weitere Bilder  | 51° 32′ 15″ N, 12° 48′ 16″ O                            |
| Kirchenruine Nennewitz                       | Ehemalige Kirche, Fundamente und Grundmauern erhalten | Wermsdorf         | Nennewitz            | weitere Bilder  | 51° 18′ 54″ N, 12° 53′ 46″ O                            |
| Kirchenruine der Patronatskirche Kleinwölkau | Alte Ortslage Kleinwölkau, barocke Saalkirche mit gotisierenden Einzelformen, stattlicher Westturm, nach Gewölbeeinsturz ohne Dach, Ädikulaportal | Schönwölkau       | Kleinwölkau          | weitere Bilder  | 51° 29′ 49″ N, 12° 29′ 50″ O                            |
| Klosterkirche (Oschatz)                      | Zweischiffige spätgotische Hallenkirche mit Südturm, dient heute der Ev.-Luth. Gemeinde als Winterkirche, als ehemalige Kirche des Franziskanerordens | Oschatz           | Oschatz              | weitere Bilder  | 51° 17′ 54″ N, 13° 6′ 19″ O 51° 17′ 53″ N, 13° 6′ 18″ O |
| Kreuzkirche Beilrode                         | Neugotischer zweischiffiger Backsteinbau, 1908/09 | Beilrode          | Beilrode             | weitere Bilder  | 51° 34′ 23″ N, 13° 4′ 11″ O                             |
| Marienkirche (Eilenburg)                     | Spätgotischer Neubau unter Verwendung romanischer Bauteile, im 17. Jh. neue Innenausstattung, Verfall in den 1970er Jahren infolge Leerstand, 1980/87 Restaurierung. Dreischiffige Hallenkirche mit einschiffigem Chor mit Netzgewölbe und Querturm                                           | Eilenburg         | Eilenburg            | weitere Bilder  | 51° 27′ 30″ N, 12° 37′ 18″ O                            |
| Marienkirche (Torgau)                        | Bedeutende dreischiffige spätgotische Hallenkirche mit wertvoller Ausstattung: barocker Altar, Kanzel, Taufstein, mehrere Grabmale und Epitaphien, u. a. Katharina von Bora | Torgau            | Torgau               | weitere Bilder  | 51° 33′ 36″ N, 13° 0′ 23″ O                             |
| Marienkirche Altmügeln                       | Ehemalige Wallfahrtskirche, 1478–1522 erbaut, Chor mit Netzgewölbe | Mügeln            | Altmügeln            | weitere Bilder  | 51° 14′ 25″ N, 13° 2′ 7″ O                              |
| Martin-Luther-Kirche Sornzig                 | Große Saalkirche, 1808 nördlich des ehemaligen Klosters Marienthal erbaut, langgestreckter Putzbau, Dachreiter mit kleiner barocker Haube, Orgel von Trampeli 1808 | Mügeln            | Sornzig              | weitere Bilder  | 51° 12′ 49″ N, 13° 0′ 57″ O                             |
| Martin-Luther-Kirche (Dewitz)                | Erhöht liegende, von Feldsteinmauer umgebene Saalkirche um 1280 aus Feldstein mit eingezogenem Chor, Apsis und Westturm | Taucha            | Dewitz               | weitere Bilder  | 51° 23′ 0″ N, 12° 31′ 29″ O                             |
| Nikolaikirche (Eilenburg)                    | Große spätgotische Hallenkirche aus Backstein mit eingezogenem Chor und Dreiachtelschluss, nach Kriegszerstörung wiederhergestellt | Eilenburg         | Eilenburg            | weitere Bilder  | 51° 27′ 33″ N, 12° 38′ 1″ O                             |
| Pfarrkirche Schnaditz                        | Barocke Kirche aus dem 17. Jahrhundert in Schnaditz bei Bad Düben | Bad Düben         | Schnaditz            | weitere Bilder  | 51° 35′ 27″ N, 12° 32′ 56″ O                            |
| Radfahrerkirche Weßnig                       | Stattliche barocke Saalkirche 1803/4 mit Westturm, seit 1970 ungenutzt, Rest. 1991, seit 2003 Radfahrerkirche am Radweg Cuxhaven-Prag | Torgau            | Weßnig               | weitere Bilder  | 51° 31′ 7″ N, 13° 2′ 54″ O                              |
| Dorfkirche Arzberg                           | Kirche: romanischer Vorgängerbau 1904 abgebrochen, 1905 errichteter neugotischer Neubau, märkischen Vorbildern des Mittelalters folgend, roter Ziegelsteinbau aus Bruchsteinsockel | Arzberg (Sachsen) | Arzberg              | weitere Bilder  | 51° 31′ 38″ N, 13° 7′ 31″ O                             |
| Dorfkirche Blumberg (Arzberg)                | Große Fachwerkkirche von 1694, großer Saal mit 3/8-Schluss, weiträumiger Innenraum mit Balkendecke | Arzberg (Sachsen) | Blumberg             | weitere Bilder  | 51° 31′ 8″ N, 13° 11′ 2″ O                              |
| Kirche und Kirchhof Hohenwussen              | Malerisch auf einer Wallanlage gelegener Kirchhof mit spätgotischer Saalkirche | Naundorf          | Hohenwussen          | weitere Bilder  | 51° 13′ 49″ N, 13° 7′ 46″ O                             |
| Kirche Kyhna                                 | Saalkirche mit polygonalem Chor und kräftigem Westturm; an Außenwand Portal aus Sandstein, bezeichnet 1578 | Wiedemar          | Kyhna                | weitere Bilder  | 51° 30′ 51″ N, 12° 15′ 45″ O                            |
| Kirche und Kirchhof Wildschütz               | Historistische Saalkirche (1873), Bruchsteinbauwerk mit Westturm | Mockrehna         | Wildschütz           | weitere Bilder  | 51° 28′ 33″ N, 12° 51′ 18″ O                            |
| Ev. Kirche St. Albani                        | Aus Feldsteinmauerwerk erbaute romanische Saalkirche, neugotische Turmspitze 1899 | Schkeuditz        | Schkeuditz           | weitere Bilder  | 51° 23′ 34″ N, 12° 13′ 21″ O                            |
| Kath. Kirche St. Albanus                     | Kath. Kirche, Neubau 1904 als Anbau an das Missionshaus, Turm später hinzugefügt | Schkeuditz        | Schkeuditz           | weitere Bilder  | 51° 23′ 51″ N, 12° 13′ 31″ O                            |
| St. Gallus Zschernitz                        | Im Kern romanische, gotisch überformte Saalkirche mit Westturm, Im Kern Anf. 13. Jh., später überformt, Altar 15. Jh., 1576 (Abendmahlsbild in der Predella); 1576 (Kanzel) | Wiedemar          | Zschernitz           | weitere Bilder  | 51° 31′ 41″ N, 12° 13′ 41″ O                            |
| St. Hubertus (Oschatz)                       | Kath. Kirche, schlichter moderner Neubau mit Dachreiter | Oschatz           | Oschatz              | weitere Bilder  | 51° 18′ 20″ N, 13° 6′ 23″ O                             |
| St. Johannis (Mügeln)                        | Spätgotische dreischiffige Hallenkirche mit einschiffigem Chor, verputzter Bruchsteinbau, Biberschwanzdeckung, Porphyrgewände, im Süden Portalvorhalle (bezeichnet: 1648 im Schlussstein) | Mügeln            | Mügeln               | weitere Bilder  | 51° 14′ 14″ N, 13° 2′ 51″ O                             |
| St. Katharina (Sehlis)                       | Im Kern romanische Saalkirche mit Querturm und eingezogenem Chor, nach Verfall Instandsetzung außen und innen seit 1993, danach wieder kirchliche Nutzung | Taucha            | Sehlis               | weitere Bilder  | 51° 22′ 35″ N, 12° 32′ 16″ O                            |
| St. Laurentius (Krostitz)                    | Spätromanische Feldsteinkirche mit Westquerturm, 1206/08, Altar 1705, Turm mit markanter Doppelspitze | Krostitz          | Krostitz             | weitere Bilder  | 51° 27′ 39″ N, 12° 27′ 19″ O                            |
| St. Lucia (Zschepplin)                       | Saalkirche, spätgotischer Putzbau mit kurzem Saal, leicht eingezogenem Chor und Westturm | Zschepplin        | Zschepplin           | Weitere Bilder  | 51° 30′ 9″ N, 12° 36′ 18″ O                             |
| St. Lukas (Krippehna)                        | Verputzter Feld- und Bruchsteinbau, Westturm über querrechteckigem Grundriss mit Haube und Laterne, Kirche:auf romanischem Fundament Westturmkirche mit gerade geschlossenem, eingezogenem Chor                                                                                               | Zschepplin        | Krippehna            | Weitere Bilder  | 51° 30′ 22″ N, 12° 31′ 39″ O                            |
| St. Maria Magdalena Großwig                  | Frühgotischer, verputzter Bruchsteinbau. Kirche: einschiffige (ursprünglich dreischiffige Pfeiler-Basilika) Chorturmkirche mit angebautem 3/8-Chor, Chorturm aus Fachwerk (mit Backstein verblendet), Rundbogenfenster mit Oberlicht-Sprossen, rechteckiger Chorturm mit Satteldach           | Dreiheide         | Großwig              | Weitere Bilder  | 51° 33′ 48″ N, 12° 53′ 3″ O                             |
| St. Marien (Dommitzsch)                      | Stattliche dreischiffige gotische Hallenkirche aus Backstein mit einschiffigem Chor, nach Brand 1637 flachgedeckt | Dommitzsch        | Dommitzsch           | Weitere Bilder  | 51° 38′ 24″ N, 12° 53′ 1″ O                             |
| St. Marien (Schildau)                        | Im Kern romanische Basilika (1170), nach Zerstörung in den Hussitenkriegen als flachgedeckte Pseudobasilika wiederhergestellt | Belgern-Schildau  | Schildau             | Weitere Bilder  | 51° 27′ 14″ N, 12° 55′ 47″ O                            |
| St. Marien (Süptitz)                         | Saalkirche mit Westturm, im Kern wohl spätromanisch (1257), später umgebaut | Dreiheide         | Süptitz              | Weitere Bilder  | 51° 33′ 54″ N, 12° 55′ 40″ O                            |
| St. Martinskirche Weidenhain                 | Romanische Pfeilerbasilika mit Westturm, um 1200 (Kirche); 13. Jh. (Wandmalereien); 1927/2000 (Glocke) | Dreiheide         | Weidenhain           | Weitere Bilder  | 51° 34′ 10″ N, 12° 50′ 50″ O                            |
| St. Mauritius (Lindenhayn)                   | Romanische Saalkirche mit Querwestturm, langgestreckte romanische Saalkirche mit Querwestturm, St. Mauritius (ehem.), Kriegerdenkmal | Schönwölkau       | Lindenhayn           | Weitere Bilder  | 51° 31′ 2″ N, 12° 29′ 53″ O                             |
| St. Moritz (Taucha)                          | Schlichte barocke Saalkirche mit geradem Schluss und Westturm, ortsgeschichtliche, baugeschichtliche und ortsbildprägende Bedeutung. | Taucha            | Taucha               | Weitere Bilder  | 51° 22′ 54″ N, 12° 30′ 2″ O                             |
| St. Peter und Paul (Delitzsch)               | Dreischiffige gotische Backsteinhallenkirche in Delitzsch im Landkreis Nordsachsen in Sachsen | Delitzsch         | Delitzsch            | Weitere Bilder  | 51° 31′ 23″ N, 12° 19′ 57″ O                            |
| St. Aegidien                                 | Stattliche dreischiffige Hallenkirche, Chor gotisch (1484), nach Brand 1849 neugotisch wiederaufgebaut, neugotische Doppelturmfassade | Oschatz           | Oschatz              | Weitere Bilder  | 51° 17′ 51″ N, 13° 6′ 28″ O 51° 17′ 52″ N, 13° 6′ 29″ O |
| Stiftskirche Dölzig                          | Spätgotische Saalkirche mit eingezogenem polygonalem Chor und Westturm, mit Ausstattung, Chor Anfang 16. Jh., Schiff um 1522, Turm mit romanischen Resten. | Schkeuditz        | Dölzig               | Weitere Bilder  | 51° 21′ 11″ N, 12° 12′ 36″ O                            |
| Unser Lieben Frauen (Dahlen)                 | Nachgotische dreijochige, dreischiffige Hallenkirche (1595) mit einschiffigem spätgotischem Chor (1475) und 3/8-Schluss, neugotischer Altarschrein mit spätgotischen Schnitzfiguren | Dahlen            | Dahlen               | Weitere Bilder  | 51° 21′ 54″ N, 13° 0′ 0″ O                              |
| Dorfkirche Laußig                            | Im Kern spätromanische Saalkirche, später nach Osten verlängert und Turmanbau, baugeschichtlich und ortsgeschichtlich von Bedeutung. Kirche: verputzter Back- und Bruchsteinbau mit dreiseitigem Ostschluss und Westturm                                                                      | Laußig            | Laußig               | Weitere Bilder  | 51° 32′ 40″ N, 12° 37′ 43″ O                            |
| Kirche Gruna                                 | Barocke Chorturmkirche (1715) mit Ausstattung | Laußig            | Gruna                | Weitere Bilder  | 51° 31′ 47″ N, 12° 36′ 59″ O                            |
| Katharinenkirche Sehlis                      | Romanische Saalkirche mit eingezogenem Chor (um 1250) und stämmigem Westturm, neogotisches Grufthaus auf dem Kirchhof | Taucha            | Sehlis               | Weitere Bilder  | 51° 22′ 35″ N, 12° 32′ 17″ O                            |
| Kirche Pehritzsch                            | Romanische Chorturmkirche, verputzter Bruchsteinbau mit Sakristei (Restaurierung bezeichnet 1976), seitlich Kapelle (bezeichnet 1950) in Bruchstein | Jesewitz          | Pehritzsch           | weitere Bilder  | 51° 24′ 6″ N, 12° 35′ 22″ O                             |
| Kirche Wiedemar                              | Spätgotische Saalkirche mit stattlichem Querwestturm, Kirche (ehemals St. Katharinen genannt, nördliche Sakristei-Anbau früher auch Barbara-Kapelle genannt): einfache Saalkirche | Wiedemar          | Wiedemar             | weitere Bilder  | 51° 27′ 55″ N, 12° 12′ 13″ O                            |
| Lutherkirche (Görschlitz)                    | Backsteinbau 16. Jahrhundert mit dreiseitigem Ostschluss, Westturm 1870 in Backstein | Laußig            | Görschlitz           | weitere Bilder  | 51° 34′ 43″ N, 12° 38′ 49″ O                            |
| Dorfkirche Kossa                             | Lang gestreckte Saalkirche, Feldsteinbau mit dreiseitigem Ostschluss und Westturm mit Walmdach. Kirche: auf romanischem Vorgängerbau errichtet. | Laußig            | Kossa                | weitere Bilder  | 51° 37′ 1″ N, 12° 40′ 53″ O                             |
| St. Franz Xaver (Eilenburg)                  | Neubau 1854, nach Kriegszerstörung Wiederaufbau bis 1949. Saalbau mit Satteldach, Apsis und Turm | Eilenburg         | Eilenburg            | weitere Bilder  | 51° 27′ 46″ N, 12° 37′ 54″ O                            |
| St. Michaelskirche (Lissa)                   | Romanische Saalkirche mit Querwestturm, gotisch überformter, polygonaler Chor, Bereich der Kirchhofsmauer zwischen Pfarrhaus und Nebengebäude, aus großen Sandsteinquadern | Wiedemar          | Lissa                | weitere Bilder  | 51° 29′ 52″ N, 12° 16′ 26″ O                            |
| St. Katharinen (Naundorf)                    | Saalkirche: 1579 errichtet, 1742–1744 umgebaut, 1896/1897 restauriert, Ausstattung von 1744: Kanzelaltar, Herrschaftslogen mit Öfen, Einfriedung des Friedhofs: verputzte Mauer | Naundorf          | Naundorf             | weitere Bilder  | 51° 15′ 23″ N, 13° 6′ 19″ O                             |
| Kath. Kirche Torgau                          | Kirche besteht aus einem Saal mit Apsis, Querhaus und Eckturm, errichtet in neoromanischen Formen, Beispiel historisierenden Kirchenbauwerks im 20. Jahrhundert | Torgau            | Torgau               | weitere Bilder  | 51° 33′ 30″ N, 12° 59′ 49″ O                            |
| Ehemalige Kirche Gerbisdorf                  | Spätgotische Saalkirche (1522), teilweise ruinös, mit Renaissance-Portal. Nur Chor erhalten, Backstein, verputzt, mit Strebepfeilern und Spitzbogenfenstern, Teilabbruch 1972, Portal von 1584 (bezeichnet) in Sandstein, darüber älteres spätgotisches Vordach                               | Schkeuditz        | Gerbisdorf           | weitere Bilder  | 51° 26′ 29″ N, 12° 17′ 14″ O                            |

## Pfarrhäuser
| Artikel | Beschreibung | Gemeinde          | Ort               | Bild           | Koordinaten                  |
| --- | --- | ----------------- | ----------------- | -------------- | ---------------------------- |
| Pfarrhaus Altmügeln                                                                                         | Pfarrhaus in Altmügeln (Mügeln), Seitengebäude und Einfriedung; repräsentativer Putzbau, um 1915 | Mügeln            | Altmügeln         | weitere Bilder | 51° 14′ 25″ N, 13° 2′ 11″ O  |
| Pfarrhaus Liemehna                                                                                          | Stattliches regionaltypisches Pfarrgebäude, 3. V. 17. Jh. | Jesewitz          | Liemehna          | weitere Bilder | 51° 26′ 12″ N, 12° 30′ 56″ O |
| Pfarrhaus Terpitz                                                                                           | Pfarrhaus, zwei Seitengebäude und Einfriedung eines Pfarrhofes; in seiner Gesamtheit weitgehend authentisch erhaltener Pfarrhof, um 1800/1812                                                                                | Liebschützberg    | Terpitz           | weitere Bilder | 51° 19′ 42″ N, 13° 7′ 38″ O  |
| Ehemaliges Pfarrhaus Sausedlitz                                                                             | Gebäude mit Putzfassade und Krüppelwalmdach, zwei Geschosse, 18. Jh., 1993 saniert (neue Fenster, neue Dachdeckung), Schleppgaupe.                                                                                           | Löbnitz           | Sausedlitz        |                | 51° 34′ 20″ N, 12° 25′ 37″ O |
| Ehemaliges Pfarrhaus Pressel                                                                                | Obergeschoss hofseitig Fachwerk, rückseitig verputzt, zweigeschossiger Putzbau, Krüppelwalmdach, hofseitig Sichtfachwerk im Obergeschoss, mit neuem Vorhäuschenanbau, Giebelseiten in Ziegel                                 | Laußig            | Pressel           |                | 51° 34′ 42″ N, 12° 42′ 15″ O |
| Ehemaliges Pfarrhaus Mörtitz                                                                                | Ehemaliges Pfarrhaus, Putzbau mit prägendem Mittelrisalit, Ende 19. Jh. | Doberschütz       | Mörtitz           |                | 51° 30′ 0″ N, 12° 38′ 31″ O  |
| Ehemaliges Pfarrhaus Selben                                                                                 | Markantes Gebäude mit weitgehend originaler Bausubstanz, zweigeschossiger, fünfachsiger verputzter Lehmbau, Giebel aus Ziegelmauerwerk, Satteldach mit hervorkragendem hölzernen Traufgesims                                 | Delitzsch         | Selben            | Bild gesucht   | 51° 29′ 54″ N, 12° 21′ 45″ O |
| Ehemaliges Pfarrhaus Tiefensee (Bad Düben)                                                                  | Obergeschoss Fachwerk verputzt, großer Anteil originaler Bausubstanz erhalten. Pfarrhaus: zweigeschossig Putzbau mit Krüppelwalmdach, Gliederung mit Putzbändern und -faschen                                                | Bad Düben         | Tiefensee         | Bild gesucht   | 51° 35′ 1″ N, 12° 31′ 54″ O  |
| Ehemaliges Pfarrhaus Hohenprießnitz                                                                         | In unmittelbarer Nähe zur Kirche gelegenes, ortsbildprägendes Gebäude, zweigeschossig, Ziegel, verputzt, Mansardwalmdach, dreiachsiger Mittelrisalit, original: hölzerne, profilierte Traufe und seitlich ein Fenster        | Zschepplin        | Hohenprießnitz    |                | 51° 31′ 59″ N, 12° 35′ 47″ O |
| Ehemaliges Pfarrhaus und Einfriedung Spröda                                                                 | Ungestört erhaltenes Pfarrhaus mit ansprechender, gründerzeitlicher Fassadengestaltung (roter Ziegelstein). Ein Geschoss, Backsteinbau, Satteldach, Risalit mit Dreieckgiebel und verzierten Außengespärre, Natursteinsockel | Delitzsch         | Spröda            | Bild gesucht   | 51° 32′ 35″ N, 12° 25′ 33″ O |
| Ehemaliges Pfarrhaus, Scheune Doberschütz                                                                   | Ehemaliges Pfarrhaus, Scheune und Einfriedung sowie Pfarrgarten | Doberschütz       | Doberschütz       |                | 51° 29′ 56″ N, 12° 44′ 23″ O |
| Ehemaliges Pfarrhaus mit Seitengebäude Döbrichau                                                            | Pfarrhaus ortsbildprägender eingeschossiger Fachwerkbau, steiles Krüppelwalmdach, Biberschwanzdeckung, Rechteckfenster | Beilrode          | Döbrichau         |                | 51° 35′ 43″ N, 13° 7′ 49″ O  |
| Ehemaliges Pfarrhaus, mit Einfriedung und Pforte zum Pfarrhof (Kölsa)                                       | In markanter Ecklage befindlicher Winkelbau: Erdgeschoss Lehm, Obergeschoss teilweise Fachwerk, verputzt, originale Haustür mit Holzgewände, Fenster im Erdgeschoss mit Sandsteingewände                                     | Wiedemar          | Kölsa             | Bild gesucht   | 51° 28′ 17″ N, 12° 13′ 51″ O |
| Pfarrhaus mit Einfriedung und Rüstzeitheim Schmannewitz                                                     | Spätbarocker Putzbau markanter Fassadengliederung. Pfarrhaus mit Rüstzeitheim, zweigeschossige Anlage, gelber Putz mit weißen Putzspiegeln und Bändern, bezeichnet 1791 im Schlussstein                                      | Dahlen            | Schmannewitz      | weitere Bilder | 51° 23′ 53″ N, 12° 59′ 5″ O  |
| Pfarrhaus Dommitzsch                                                                                        | Pfarrhaus mit Einfriedung in Dommitzsch mit Einfriedung, aufwendig gestalteter Historismusbau 1904 | Dommitzsch        | Dommitzsch        | weitere Bilder | 51° 38′ 16″ N, 12° 52′ 45″ O |
| Pfarrhaus Beckwitz (Torgau)                                                                                 | Pfarrhaus mit Seitengebäude, markanter Bau mit Krüppelwalmdach, im Obergeschoss möglicherweise verputztes Fachwerk, 2. H. 18./1. H. 19. Jh.                                                                                  | Torgau            | Beckwitz          | weitere Bilder | 51° 29′ 45″ N, 12° 59′ 48″ O |
| Pfarrhaus Borna (Liebschützberg)                                                                            | Pfarrhaus in Borna (Liebschützberg) zeittypischer Putzbau mit Schopfwalmdach 1832 | Liebschützberg    | Borna             |                | 51° 18′ 48″ N, 13° 11′ 2″ O  |
| Pfarrhaus Calbitz                                                                                           | Zeittypischer Bau mit schlichter, ansprechender Fassadengestaltung, Zierfachwerk im Giebel, zweigeschossiger massiver Putzbau, Giebel mit Zierfachwerk, Krüppelwalmdach (Biberschwanzdeckung)                                | Wermsdorf         | Calbitz           |                | 51° 19′ 40″ N, 13° 0′ 30″ O  |
| Pfarrhaus Liptitz                                                                                           | Architektonisch qualitätvolles Gebäude, Pfarrhaus: zweigeschossiger massiver Bau mit Klinkermischfassade, vielgliedrige Dachlandschaft (Biberschwanzdeckung), Werksteinsockel, Fenster denkmalgerecht saniert                | Wermsdorf         | Liptitz           |                | 51° 15′ 29″ N, 12° 56′ 20″ O |
| Pfarrhaus Dautzschen                                                                                        | Schlichter Putzbau mit flachem Mittelrisalit, zweigeschossig, verputzt (Putz nicht original), Satteldach mit Fledermausgaupe, Türgewände und Sohlbänke in Sandstein, Straßenfront mit Mittelrisalit                          | Beilrode          | Dautzschen        | Bild gesucht   | 51° 38′ 16″ N, 13° 0′ 21″ O  |
| Pfarrhaus Ablaß (Mügeln)                                                                                    | Pfarrhaus markanter zweigeschossiger Bau mit Walmdach und gestalterisch hervorgehobenem Segmentbogenportal (in Kartusche Datierung 1744), dazu Seitengebäude (Stall) mit Fachwerk-Obergeschoss                               | Mügeln            | Ablaß             |                | 51° 13′ 33″ N, 12° 56′ 51″ O |
| Pfarrhaus Belgern                                                                                           | Einfacher Putzbau mit Satteldach 1. H. 19. Jh. | Belgern-Schildau  | Belgern           |                | 51° 29′ 3″ N, 13° 7′ 42″ O   |
| Pfarrhaus Lampertswalde                                                                                     | Pfarrhaus stattlicher, barocker Putzbau mit hohem Walmdach, 1748 | Cavertitz         | Lampertswalde     | weitere Bilder | 51° 21′ 37″ N, 13° 4′ 56″ O  |
| Pfarrhaus Dommitzsch                                                                                        | Markanter Bau mit Walmdach. Im Innern haben sich noch Entlastungsbögen (Wandbögen), Fachwerkständerwände, ein Dachstuhl mit Andreaskreuzen und bemerkenswerte Kellertonne(n) erhalten.                                       | Dommitzsch        | Dommitzsch        |                | 51° 38′ 24″ N, 12° 53′ 14″ O |
| Pfarrhaus Zöschau                                                                                           | Stattlicher Putzbau mit Krüppelwalmdach, äußerst gut erhaltenes Gebäude, straßenbildprägend erhöhte Lage an der Straße, zweigeschossiger massiver Putzbau mit Krüppelwalmdach, Sandsteingewände                              | Oschatz           | Zöschau           |                | 51° 16′ 31″ N, 13° 8′ 35″ O  |
| Pfarrhaus Krostitz                                                                                          | Alte Ortslage Hohenleina, gründerzeitlicher Ziegelbau. eingeschossiger, massiver Backsteinbau auf Feldsteinsockel, Ecklisenen, Segmentbogenfenster und -verdachungen, Zacken- und Zahnschnittfries, Satteldach               | Krostitz          | Krostitz          |                | 51° 27′ 36″ N, 12° 27′ 17″ O |
| Pfarrhaus Zschepplin                                                                                        | Unmittelbar am Dorfplatz und Friedhof liegend, zweigeschossiger Putzbau (vermutlich Bruchstein), Krüppelwalmdach (Biberschwanzdeckung), Putznutung (Fensterumrahmung), Balkenköpfe sichtbar                                  | Zschepplin        | Zschepplin        | Bild gesucht   | 51° 30′ 9″ N, 12° 36′ 19″ O  |
| Pfarrhaus Zwochau                                                                                           | Pfarrhaus: zweigeschossiger, sechsachsiger Bau, Satteldach (einfache Biberschwanzdeckung), Bruchsteinsockel, Erdgeschoss vermutlich Lehm, verputzt, Fensterfaschen                                                           | Wiedemar          | Zwochau           | Bild gesucht   | 51° 27′ 54″ N, 12° 16′ 7″ O  |
| Pfarrhaus, ehemalige Stadtschreiberei Oschatz                                                               | Renaissancebau mit Sitznischenportal, eines der ältesten Gebäude von Oschatz, als ehemalige Stadtschreiberei in ehemals geschlossener Bebauung und in Ecklage, bezeichnet 1611 (Putz) und später überformt                   | Oschatz           | Oschatz           | weitere Bilder | 51° 17′ 52″ N, 13° 6′ 27″ O  |
| Pfarrhaus Taucha                                                                                            | Putzbau mit Walmdach, Lage gegenüber der Kirche ortsbildprägend, zweigeschossig, 5 unsymmetrische Achsen, Walmdach, Eingang in der Mittelachse, Traufgesims, Putzfensterrahmung, Relief über dem Eingang, alte Fenster       | Taucha            | Taucha            |                | 51° 22′ 54″ N, 12° 30′ 0″ O  |
| Pfarrhaus Mahlis                                                                                            | Pfarrhaus spätbarocker Bau: zweigeschossiger massiver Putzbau, Krüppelwalmdach, jüngerer Putz, Lisenengliederung, alte Fenster, im Giebel zwei originale Fenster                                                             | Wermsdorf         | Mahlis            |                | 51° 15′ 45″ N, 12° 58′ 13″ O |
| Pfarrhaus Klitzschen                                                                                        | Pfarrhaus Obergeschoss Fachwerk verbrettert, bildet Ensemble mit benachbarter Kirche - Pfarrhaus: zweigeschossig, Erdgeschoss massiv, verputzt, Obergeschoss Fachwerk, verbrettert, Rechteckfenster                          | Mockrehna         | Klitzschen        | weitere Bilder | 51° 30′ 55″ N, 12° 54′ 19″ O |
| Pfarrhaus Krippehna                                                                                         | Fachwerkbau mit Satteldach | Zschepplin        | Krippehna         |                | 51° 30′ 20″ N, 12° 31′ 39″ O |
| Pfarrhaus Oschatz                                                                                           | Pfarrhaus mit Einfriedung 1935; Putzbau mit Bruchsteinsockel und Kunststeinelementen, weitestgehend original erhaltenes kirchliches Gebäude der 1930er Jahre                                                                 | Oschatz           | Oschatz           |                | 51° 17′ 39″ N, 13° 6′ 19″ O  |
| Pfarrhaus mit Einfriedung Johanniskirchhof 4; 5                                                             | Pfarrhaus mit Einfriedung; zeittypischer Putzbau mit Reformstilelementen, 1937 | Mügeln            | Mügeln            |                | 51° 14′ 15″ N, 13° 2′ 51″ O  |
| Pfarrhaus Laußig, Ringstraße 34                                                                             | Regionaltypischer Klinkerbau mit übergiebeltem Mittelrisalit, qualitätvolle Architektur mit singulärer Stellung im Ortsbild. Pfarrhaus: eingeschossiger roter Klinkerbau mit Satteldach (Biberschwanzdeckung)                | Laußig            | Pristäblich       |                | 51° 33′ 54″ N, 12° 36′ 6″ O  |
| Pfarrhaus Naundorf (Sa.) mit Einfriedung Straße der Einheit 16                                              | Zweigeschossiger Putzbau mit geknicktem Krüppelwalmdach, schöner originaler Edelputz mit schlichter Gliederung, originale Haustür, originale Fenster (bis auf Obergeschoss)                                                  | Naundorf          | Naundorf          |                | 51° 15′ 26″ N, 13° 6′ 23″ O  |
| Pfarrhaus Dahlen                                                                                            | Putzbau mit flachem, übergiebeltem Mittelrisalit und aufwendiger Gliederung, um 1875 | Dahlen            | Dahlen            | weitere Bilder | 51° 21′ 56″ N, 13° 0′ 5″ O   |
| Pfarrhaus Pehritzsch mit Einfriedungsmauer und Toreinfahrt Ringstraße 14                                    | Obergeschoss Fachwerk verputzt. Pfarrhaus: zweigeschossig, verputzt, Erdgeschoss massiv Lehm, Obergeschoss Fachwerk, Giebel später in Ziegel, Holztraufe, Krüppelwalmdach mit Biberschwanzdeckung                            | Jesewitz          | Pehritzsch        |                | 51° 24′ 4″ N, 12° 35′ 22″ O  |
| Pfarrhaus Radefeld mit Garten Am Oberen Anger 2                                                             | Obergeschoss Fachwerk verputzt, in markanter Lage, zentral im Anger gelegen, zum Pfarrhaus gehörender Garten ist Bestandteil des Ortsmittelpunktes im Straßenangerdorf Radefeld, zweigeschossig                              | Schkeuditz        | Radefeld          | Bild gesucht   | 51° 25′ 28″ N, 12° 17′ 49″ O |
| Pfarrhaus Langenreichenbach mit Pfarrscheune und Einfriedung Am Heidelbach 97                               | Pfarrhaus vermutl. teilweise Fachwerk im Obergeschoss, Pfarrhaus: zweigeschossig, massiv, Sandsteingewände, Korbbogeneingang mit Schlussstein bezeichnet 1804, Rechteckfenster, im Obergeschoss                              | Mockrehna         | Langenreichenbach |                | 51° 29′ 26″ N, 12° 54′ 6″ O  |
| Pfarrhaus Wiedemar mit Seitengebäude und Toreinfahrt des Pfarrhofes Schulstraße 9                           | Pfarrhaus regionaltypischer Putzbau mit Krüppelwalmdach, an zentraler ortsbildprägender Stelle (gegenüber der Kirche), Pfarrhaus: zweigeschossig, verputzt, Krüppelwalmdach                                                  | Wiedemar          | Wiedemar          | Bild gesucht   | 51° 27′ 53″ N, 12° 12′ 12″ O |
| Pfarrhaus Collm mit angebautem Seitengebäude (mit Oberlaube) eines Pfarrhofes sowie Pfarrgarten Kirchberg 6 | Pfarrhaus Obergeschoss Fachwerk verbrettert, Seitengebäude Fachwerkbau mit schöner, in der Region sehr seltenen Oberlaube, zweigeschossiger massiver Bau, Erdgeschoss Kratzputz                                              | Wermsdorf         | Collm             |                | 51° 18′ 13″ N, 13° 1′ 8″ O   |
| Pfarrhaus Wolteritz und Einfriedung Dorfstraße 41                                                           | Traditioneller Lehm-Fachwerk-Bau in weitgehend originalem Zustand, zweigeschossig, Krüppelwalmdach (Kronendeckung), verputzt, Erdgeschoss Lehm, Obergeschoss verputzt                                                        | Schkeuditz        | Wolteritz         | Bild gesucht   | 51° 27′ 7″ N, 12° 20′ 7″ O   |
| Pfarrhaus und Einfriedung Sitzenroda                                                                        | Eingeschossiger Putzbau mit Zwerchdach | Belgern-Schildau  | Sitzenroda        | weitere Bilder | 51° 26′ 54″ N, 12° 58′ 14″ O |
| Pfarrhaus und Einfriedung eines Pfarrhofes Alte Salzstraße 3                                                | Pfarrhaus Lehmbau mit Krüppelwalmdach. Zweigeschossiger, massiver Lehmwellerbau, Eingang mit Segmentbogen und Oberlicht, Rechteckfenster zum Teil mit alter Sprossung, am Obergeschoss ein Fenster vergrößert                | Krostitz          | Kletzen           | Bild gesucht   | 51° 27′ 7″ N, 12° 24′ 51″ O  |
| Pfarrhaus und Einfriedungsmauer Schweta                                                                     | Stattlicher zweigeschossiger, massiver Putzbau mit Krüppelwalmdach (Biberschwanzdeckung), im Erdgeschoss scharrierte Sandsteingewände, Obergeschoss Putzgewände, späterer Edelputz                                           | Mügeln            | Schweta           |                | 51° 14′ 36″ N, 13° 4′ 50″ O  |
| Pfarrhaus und Pfarrgarten Bad Düben                                                                         | Stattlicher Barockbau mit Fachwerkobergeschoss, zweigeschossig, Erdgeschoss massiv (Ziegel), verputzt, Walmdach, im Erdgeschoss gemalte Fensterfaschen, Obergeschoss Fachwerk                                                | Bad Düben         | Bad Düben         |                | 51° 35′ 34″ N, 12° 35′ 6″ O  |
| Pfarrhaus und Scheune Podelwitz                                                                             | Pfarrhaus: Obergeschoss Fachwerk verbrettert, Lehmscheune, weitgehend originale Bausubstanz zweigeschossig, L-förmiger Grundriss, 5 asymm. Achsen, Mansarddach mit Fledermausgauben, Obergeschoß in Fachwerk                 | Rackwitz          | Podelwitz         |                | 51° 25′ 52″ N, 12° 22′ 47″ O |
| Pfarrhaus und Seitengebäude eines Pfarrhofes Kirchplatz 1                                                   | Pfarrhaus und Seitengebäude eines Pfarrhofes, Obergeschoss Fachwerk verputzt, um 1800 und später | Mockrehna         | Wildenhain        |                | 51° 32′ 13″ N, 12° 48′ 16″ O |
| Pfarrhaus und Seitengebäude eines Pfarrhofes Lissa (Wiedemar)                                               | Pfarrhaus: Putzfassade mit Satteldach, Seitengebäude Lehmbau mit Satteldach, gut erhaltene Anlage, zwei Geschosse, Putzbau, Satteldach, gefelderte Haustür mit Oberlicht, Fenster alt                                        | Wiedemar          | Lissa             | Bild gesucht   | 51° 29′ 51″ N, 12° 16′ 27″ O |
| Pfarrhaus und Toreinfahrt Falkenberg (Trossin)                                                              | Obergeschoss Fachwerk verputzt, Pfarrhaus: zweigeschossig, Erdgeschoss massiv, Bruchsteinsockel, Erdgeschoss Ziegelstein, verputzt, Obergeschoss Fachwerk, verputzt, hinterer Giebel massiv                                  | Trossin           | Falkenberg        | Bild gesucht   | 51° 36′ 54″ N, 12° 46′ 7″ O  |
| Pfarrhaus und östliches Seitengebäude Laas (Liebschützberg)                                                 | Pfarrhaus: spätbarocker Putzbau mit Krüppelwalmdach. Pfarrhaus: zweigeschossiger Putzbau, Krüppelwalmdach (Kronendeckung), Sandsteingewände, Tafel im straßenseitigen Giebel                                                 | Liebschützberg    | Laas              | weitere Bilder | 51° 21′ 59″ N, 13° 8′ 46″ O  |
| Pfarrhaus Zschortau                                                                                         | Ältestes Haus im Ort in unmittelbarer Nähe der Kirche liegend; 2 Geschosse, Lehm-EG, teilweise Fachwerk im Obergeschoss, hohes Krüppelwalmdach, verputzt, Bruchsteinsockel, teilweise alte Fenster                           | Rackwitz          | Zschortau         |                | 51° 28′ 43″ N, 12° 21′ 34″ O |
| Pfarrhaus Schildau                                                                                          | Pfarrhaus aus der Zeit um 1600, Fassadengestaltung aus der 2. Hälfte des 19. Jahrhunderts, großer Pfarrgarten mit altem Obstbaumbestand, Einfriedungsmauer: Bruchsteinmauer an der Westgrenze                                | Belgern-Schildau  | Schildau          | weitere Bilder | 51° 27′ 14″ N, 12° 55′ 49″ O |
| Pfarrhaus Authausen                                                                                         | Qualitätvoll gestalteter Klinkerbau. Pfarrhaus: eingeschossiger Klinkerbau mit Satteldach und Gauben (neu), Mittelrisalit mit Zwerchhaus und Giebelpodest und Okulus, Mezzanin                                               | Laußig            | Authausen         |                | 51° 35′ 32″ N, 12° 40′ 39″ O |
| Pfarrhaus Blumberg (Arzberg)                                                                                | Pfarrhaus: eingeschossig mit Drempel, massiv (Ziegelstein), verputzt, Bruchsteinsockel, giebelseitig mittig Eingang, von Lisenen gerahmt, gerade profilierte Verdachung, Sandsteingewände                                    | Arzberg (Sachsen) | Blumberg          | Bild gesucht   | 51° 31′ 9″ N, 13° 10′ 59″ O  |
| Pfarrhaus Neußen                                                                                            | Pfarrhaus: Putzbau zweigeschossig, massiv, verputzt, Krüppelwalmdach, Haustür mit Sandsteinrahmung, Nebengebäude: eingeschossig, Mischmauerwerk                                                                              | Belgern-Schildau  | Neußen            | weitere Bilder | 51° 26′ 53″ N, 13° 6′ 46″ O  |
| Pfarrhaus Trossin                                                                                           | Pfarrhaus: spätbarocker Putzbau mit Krüppelwalmdach: zweigeschossig, massiv, verputzt, Krüppelwalmdach, Falzziegel, Sandsteingewände (Tür und Sohlbänke), innen original                                                     | Trossin           | Trossin           | Bild gesucht   | 51° 37′ 8″ N, 12° 49′ 27″ O  |
| Pfarrhaus Sornzig                                                                                           | Pfarrhaus zeittypischer Putzbau mit spätklassizistischem Portal; Pfarrhaus: zweigeschossiger Putzbau mit Satteldach, hervorgehobenes Portal, architraviert, darüber Sturz auf Konsolen                                       | Mügeln            | Sornzig           |                | 51° 12′ 47″ N, 13° 0′ 54″ O  |
| Pfarrhaus und Scheune Wölkau                                                                                | Ortsbildprägendes Pfarrhaus: zweigeschossiger, massiver Lehmbau, verputzt, Gurtgesims, hölzernes profiliertes Traufgesims, Krüppelwalmdach                                                                                   | Schönwölkau       | Wölkau            | Bild gesucht   | 51° 29′ 32″ N, 12° 29′ 10″ O |
| Pfarrhaus Wermsdorf                                                                                         | Imposante Fachwerkgebäude, Rüstzeitheim im Heimatstil. Pfarrhaus: zweigeschossiger Bau, Erdgeschoss massiv, Portal mit Holzgewände, sonst Wandöffnungen verändert, Obergeschoss aufgebrettert                                | Wermsdorf         | Wermsdorf         | Bild gesucht   | 51° 16′ 56″ N, 12° 56′ 27″ O |
| Pfarrhaus Weltewitz                                                                                         | Dem Kirchhof und der Kirche unmittelbar gegenüberliegendes Pfarrgebäude in Ziegelbauweise. Pfarrhaus: zweigeschossiger, roter Klinkerbau mit Satteldach, Mittelrisalit, Gliederung                                           | Jesewitz          | Weltewitz         | weitere Bilder | 51° 25′ 8″ N, 12° 33′ 37″ O  |
| Pfarrhaus Brinnis                                                                                           | Mit mächtiger Kubatur, Obergeschoss Fachwerk, zweigeschossiger Putzbau, Erdgeschoss massiv Lehm, Obergeschoss in Fachwerk (rückseitig sichtbar), Krüppelwalmdach, im Erdgeschoss Korbbogenfenster                            | Schönwölkau       | Brinnis           |                | 51° 31′ 3″ N, 12° 26′ 28″ O  |
| Pfarrhaus, Seitengebäude Beilroda                                                                           | Bildet ortsbildprägendes Ensemble mit Kirche und Friedhof. Pfarrhaus: zweigeschossig, massiv, verputzt, Rechteckfenster (Kreuzstock), Faschen (genutet), profilierte Traufe, Satteldach, Biberschwanzdeckung                 | Beilrode          | Beilrode          |                | 51° 34′ 4″ N, 13° 4′ 5″ O    |
| Pfarrhaus und Seitengebäude, Kyhna                                                                          | Pfarrhaus mit Putzfassade und Krüppelwalmdach, Seitengebäude verputzter Lehmbau, Einfriedung als Lehmmauer, Toreinfahrt in Bruchstein und Ziegel, nahezu ungestört erhaltene Anlage. 2 Geschosse, vermutlich Lehmbau         | Wiedemar          | Kyhna             | Bild gesucht   | 51° 30′ 52″ N, 12° 15′ 46″ O |
| Pfarrhaus Wildschütz                                                                                        | Pfarrhaus: zweigeschossig, massiv, verputzt, Rechteckfenster, Satteldach, Biberschwanzdeckung, Fledermausgaupen, Putzfaschen, rechteckiger Eingang mit Sandsteingewände, Holztür mit Oberlicht                               | Mockrehna         | Wildschütz        |                | 51° 28′ 34″ N, 12° 51′ 17″ O |
| Pfarrhaus Dewitz (Taucha)                                                                                   | Zeittypischer Putzbau, neben der Kirche, zweigeschossig, 4 + 1 Achse, Walmdach, Portal rechts in einem risalitartigen Vorsprung, darüber gekoppeltes, doppeltes Rundbogenfenster                                             | Taucha            | Dewitz            | weitere Bilder | 51° 23′ 0″ N, 12° 31′ 28″ O  |
| Pfarrhaus Merkwitz (Oschatz)                                                                                | Pfarrhaus Obergeschoss Fachwerk verputzt, westliches Seitengebäude hofseitig mit verputztem Fachwerk-Obergeschoss, Pfarrhaus: zweigeschossiger Putzbau, Krüppelwalmdach, Obergeschoss hofseitig Fachwerk (überputzt)         | Oschatz           | Merkwitz          | weitere Bilder | 51° 19′ 13″ N, 13° 5′ 13″ O  |
| Pfarrhof Großböhla (Sachsen)                                                                                | Pfarrhof in Großböhla (Dahlen), stattlicher Putzbau in barocken Formen, 1742 | Dahlen            | Großböhla         | weitere Bilder | 51° 20′ 21″ N, 13° 1′ 55″ O  |
| Pfarrhof Dahlen (Sachsen)                                                                                   | Pfarrhaus: Putzbau mit flachem, übergiebeltem Mittelrisalit und aufwendiger Gliederung. Pfarrhaus: zweigeschossiger Putzbau mit Satteldach, Mittelrisalit, reiche Putzgliederung                                             | Dahlen            | Dahlen            | weitere Bilder | 51° 21′ 56″ N, 13° 0′ 5″ O   |
| Pfarrhof mit Pfarrhaus Wellerswalde, Kirchstraße 9                                                          | Geschlossene Anlage eines Pfarrhofes. Pfarrhaus: zweigeschossiger, massiver Putzbau mit Mansarddach und Schopf (vorwiegend Kronendeckung), Sandsteingewände, Türsturz des Portals                                            | Liebschützberg    | Wellerswalde      | weitere Bilder | 51° 20′ 37″ N, 13° 5′ 46″ O  |
| Klosterhof Belgern                                                                                          | Ehemaliger Klosterhof von Kloster Buch (1258), seit 1633 Pfarrhaus, stattliche Massivbauten, Hofgebäude mit Fachwerkobergeschoss                                                                                             | Belgern-Schildau  | Belgern           | weitere Bilder | 51° 28′ 59″ N, 13° 7′ 45″ O  |
| Pfarrhaus Schirmenitz                                                                                       | Pfarrhaus 1729; als ehemaliges Pfarrhaus von ortsgeschichtlicher Bedeutung: Nachfolgebau der Unterkunft Kaiser Karls V. bei der Schlacht bei Mühlberg                                                                        | Cavertitz         | Schirmenitz       | weitere Bilder | 51° 23′ 34″ N, 13° 11′ 14″ O |
| Portal und Tür des Pfarrhauses Glesien                                                                      | Original erhaltenes klassizistisches Portal, zweiflüglige hölzerne Tür, Kassettenfelder mit Rautenmotiven, geteiltes Oberlicht, hölzerne Türgewände leicht profiliert, originale Beschläge                                   | Schkeuditz        | Glesien           |                | 51° 26′ 44″ N, 12° 13′ 33″ O |
| Dorfkirche und Kirchhof Schmannewitz                                                                        | Ensemble von ortsbildprägender Bedeutung. Barockkirche von George Bähr: Chorturmkirche, Putzbau mit querschiffartigen Anbauten und unregelmäßigem oktogonalem Chorturm                                                       | Dahlen            | Schmannewitz      | weitere Bilder | 51° 23′ 53″ N, 12° 59′ 5″ O  |
| Pfarrhaus Weidenhain (Dreiheide)                                                                            | Ortsbildprägendes Pfarrhaus 2. H. 18. Jh. und Seitengebäude in Weidenhain (Dreiheide) | Dreiheide         | Weidenhain        | weitere Bilder | 51° 34′ 10″ N, 12° 50′ 52″ O |
| Pfarrhaus Süptitz                                                                                           | Pfarrhaus in Süptitz, zeittypischer Putzbau um 1920 mit markantem Klinkersockel und Holzveranda, | Dreiheide         | Süptitz           | weitere Bilder | 51° 33′ 53″ N, 12° 55′ 42″ O |

## Profanierte Kirchen
| Artikel       | Beschreibung | Gemeinde | Ort    | Bild           | Koordinaten                 |
| ------------- | --- | -------- | ------ | -------------- | --------------------------- |
| Alltagskirche | Kirche des einstigen Franziskanerklosters in Torgau, jetzt Nutzung als Aula des benachbarten Gymnasiums                                                                                       | Torgau   | Torgau | weitere Bilder | 51° 33′ 29″ N, 13° 0′ 20″ O |
| Nikolaikirche | Ehemalige Nikolaikirche in Torgau, jetzt profaniert, spätromanisch-frühgotische Basilika mit Westturmpaar, Chor im 19. Jh. abgebrochen. Ostwand des ehem. Chores in der Rathauswand erhalten. | Torgau   | Torgau | weitere Bilder | 51° 33′ 30″ N, 13° 0′ 11″ O |

## Klostergebäude
| Artikel                      | Beschreibung | Gemeinde         | Ort     | Bild           | Koordinaten                 |
| ---------------------------- | --- | ---------------- | ------- | -------------- | --------------------------- |
| Franziskanerkloster Torgau   | Ehemalige Gebäude des Franziskanerklosters Torgau, davon erhalten nur die (profanierte) Alltagskirche Torgau                              | Torgau           | Torgau  | weitere Bilder | 51° 33′ 28″ N, 13° 0′ 23″ O |
| Kloster Marienthal           | Ehemaliges Zisterzienserkloster, 1241 gestiftet, erhalten die Teile der Klostermauer und das Gutshaus am Ort des Südflügels des Klosters. | Mügeln           | Sornzig | weitere Bilder | 51° 12′ 46″ N, 13° 1′ 0″ O  |
| Zisterzienserkloster Belgern | Ehemaliger Klosterhof des Klosters Buch (Leisnig) in Belgern                                                                              | Belgern-Schildau | Belgern | weitere Bilder | 51° 28′ 59″ N, 13° 7′ 45″ O |

## Friedhöfe
| Artikel                        | Beschreibung | Gemeinde  | Ort       | Bild           | Koordinaten                  |
| ------------------------------ | --- | --------- | --------- | -------------- | ---------------------------- |
| Bergfriedhof (Eilenburg)       | Friedhofsanlage (Gartendenkmal), spätestens 17. Jh. | Eilenburg | Eilenburg | weitere Bilder | 51° 27′ 29″ N, 12° 36′ 56″ O |
| Ehrenfriedhof (Eilenburg)      | 1915 in Nachbarschaft des Bergfriedhofs für die Gefallenen des 1. Weltkriegs angelegt; Kapelle auf dem Ehrenfriedhof mit einer qualitätvollen Architektur im expressionistischen Stil (1934) | Eilenburg | Eilenburg | weitere Bilder | 51° 27′ 29″ N, 12° 36′ 59″ O |
| Friedhof Mansberg              | 1954 als Zentralfriedhof angelegt, Feierhalle 1958 | Eilenburg | Mansberg  |                | 51° 26′ 57″ N, 12° 37′ 24″ O |
| Stadtfriedhof Eilenburg        | Friedhofsanlage im Kern 16. Jh., wegen Flussnähe mehrfach von Hochwasser betroffen | Eilenburg | Eilenburg | weitere Bilder | 51° 27′ 44″ N, 12° 38′ 22″ O |
| Jüdischer Friedhof (Delitzsch) | Erste Beisetzung 1865, Friedhofshalle von 1928 beim Novemberpogrom 1938 zerstört | Delitzsch | Delitzsch | Bild gesucht   | 51° 31′ 32″ N, 12° 19′ 34″ O |

∑ 313 Einträge